# Cristianismo primitivo

El pez (ΙΧΘΥΣ, ichthys), símbolo de los primeros cristianos, es un acrónimo de Ἰησοῦς Χριστὸς Θεοῦ Υἱὸς Σωτήρ, «Jesús Cristo, Hijo de Dios, Salvador».

El cristianismo primitivo es el nombre que recibe el cristianismo de los tres primeros siglos de su historia. Esta etapa se inicia con el denominado por la tradición cristiana como el «período apostólico», que abarca desde la crucifixión de Jesús de Nazaret (c. año 30 d. C.) hasta la muerte del último de sus discípulos directos (los «apóstoles») en torno al año 100. 
El final del periodo suele situarse en el reinado del emperador romano Constantino el Grande (306-337), que puso bajo la protección del Estado a la nueva religión lícita e intentó poner fin a las disputas internas con la celebración en 325 del Concilio de Nicea, el primer concilio ecuménico de la Iglesia cristiana. Por eso este período entre los años 100 y 325 también ha sido llamado preniceno.
Según el historiador Jesús María Nieto Ibáñez, durante este periodo tuvo lugar «la transformación del cristianismo en una Iglesia institucionalizada, donde la consolidación del obispo monárquico en paralelo con la jerarquía civil produjo la división entre clero y laicado».

## El cristianismo en elsigloI

### Jesús de Nazaret

Judea y Galilea en la época de Jesús (Yeshúa en hebreo).

Hacia el año 30 d. C., en tiempos del emperador romano Tiberio, el judío Yeshúa, Jesús de Nazaret, fue ajusticiado en Jerusalén por orden de Poncio Pilato, prefecto de la provincia romana de Judea, a partir de una denuncia presentada por los sacerdotes saduceos que gobernaban el Templo. Según los Evangelios de Marcos, Mateo y Lucas el ministerio de Jesús duró un año; tres, según el de Juan. Jesús había recorrido Galilea anunciando la inminente llegada del «reino de Dios» y algunos de sus seguidores —un reducido grupo de gente humilde de Galilea, en el que también había mujeres y que estaba encabezado por «los doce», que serían llamados apóstoles– lo consideraban el Mesías (el 'ungido'; en hebreo mashíaj). 
Tras la muerte de Jesús (y la asunción de la creencia en que había resucitado y vuelto junto al Padre), «la proclamación del reino de Dios fue desplazada por el anuncio de la llegada del "reino de Cristo"... La parusía del Crucificado, la segunda venida del Cristo triunfante, desbancó la esperanza primera de un reinado de Dios sobre Israel y desde ahí sobre toda la humanidad», ha afirmado el teólogo católico Juan Antonio Estrada, con quien coincide Jesús María Nieto Ibáñez: «Se esperaba en tensa espera escatológica una segunda venida de Jesús, la parusía».

### La primera comunidad: los judeocristianos de Jerusalén

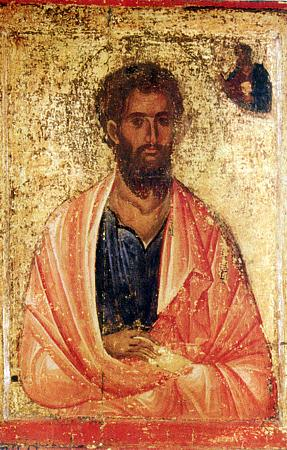
Ícono que representa a Santiago, «el hermano del Señor». Fue líder de los judeocristianos de Jerusalén. Fue lapidado en el año 62 por orden del sumo sacerdote Ananías ben Ananías «por transgresión de la Ley».

La primera comunidad de seguidores de Jesús tras su muerte se formó en Jerusalén. Han sido denominados judeocristianos porque siguieron cumpliendo los preceptos de la Ley judaica (el sabbat, la circuncisión, las reglas alimenticias kósher, etc.) y frecuentando el Templo. En este sentido eran una secta judía, que solo se diferenciaba de las demás en que reconocían a Jesús como el Mesías. Su cohesión se vio reforzada en Jerusalén con la irrupción de Santiago, «el hermano del Señor», como líder, junto con los apóstoles Simón Pedro, Santiago y Juan. A esta comunidad se unieron judíos de otros lugares, e incluso de fuera de Judea, que solían acudir en peregrinación a Jerusalén y que allí se quedaron. Estos «helenistas», como se los denomina en los Hechos de los Apóstoles, se reunían por separado de los «hebreos» porque su lengua no era el arameo sino el griego. Las relaciones entre ambos grupos no estuvieron exentas de conflictos, como el causado por la queja de los «helenistas» de que sus viudas no recibían el alimento diario que les correspondía. Sin embargo, coincidían en su creencia en la «parusía», la inminente llegada del reino de Dios.

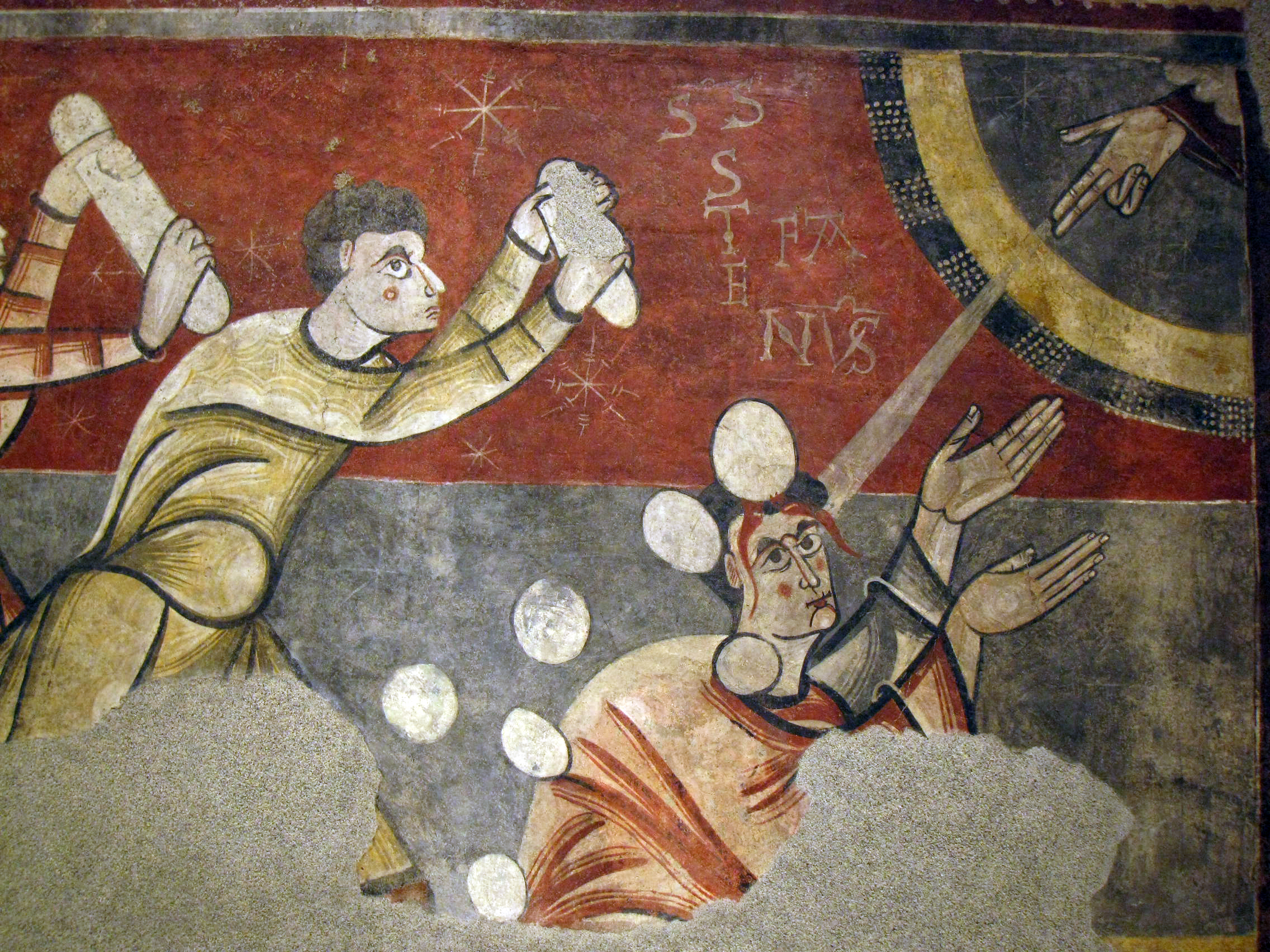
Fresco románico de la iglesia de San Juan de Bohí (España,) que representa la lapidación de Esteban.

Más conflictivas fueron las relaciones de los «helenistas» con las autoridades religiosas judías a causa de sus incumplimientos y críticas de la Ley. Esteban, su figura más destacada, fue acusado de «blasfemar contra Moisés y contra Dios» y muerto por apedreamiento popular (la lapidación era una forma judía de ejecución, y no una romana), y se lo considera el primer mártir cristiano. Después muchos «helenistas» abandonaron Jerusalén y la mayor parte de ellos se estableció en Antioquía.
Más tarde los «hebreos» también fueron objeto de persecución por las autoridades religiosas judías. En 62 el sumo sacerdote Ananías ben Ananías, a pesar de la opinión en contra del Sanedrín en el que tenían mayoría los fariseos, condenó a Santiago y a algunos otros a muerte por lapidación «por transgresión de la Ley». Finalmente Ananías sería destituido tras las protestas de «los más escrupulosos cumplidores de la Ley», según relató Flavio Josefo. La comunidad judeocristiana de Jerusalén desaparecería pocos años después tras la derrota de la Gran revuelta judía de 66-70 que también supuso el fin de la teocracia judía y la destrucción del Templo, y que finalmente dio paso al judaísmo rabínico. Los judeocristianos no participaron en la revuelta. Según la tradición cristiana, se refugiaron en Pella. Y acabaron dividiéndose en dos grupos: los ebionitas y los nazarenos.
El fin de la comunidad judeocristiana de Jerusalén dejó «el campo abierto al predominio del cristianismo helenístico y paulinista cada vez más alejado de la ortodoxia judía y más preocupado por la expansión entre los gentiles [los no judíos] que por sus raíces en Israel», ha señalado Jesús Mosterín, en coincidencia de valoración por Ramón Teja. De esta forma se produjo la definitiva separación del cristianismo y judaísmo, que se consumaría en los últimos años del siglo I, poniendo fin así a lo que el historiador Étienne Trocmé ha llamado «la infancia del cristianismo». Juan Antonio Estrada ha destacado, por su parte, otra consecuencia: «la superación del templo, en favor de la comunidad (...) nuevo lugar de la presencia de Dios».

### El cristianismo entre los no judíos: el cristianismo paulino
Tras la lapidación de Esteban algunos de los cristianos que abandonaron Jerusalén emigraron a la vecina provincia romana de Siria en cuyas ciudades más importantes, como Antioquía y Damasco, existían comunidades judías de la diáspora casi totalmente helenizadas. Allí y en otras provincias en las que había comunidades judías consiguieron formar grupos de seguidores de Jesús, que lo reconocían como 'el ungido' (mashíaj en arameo), que en griego tradujeron como kristós (Cristo), de ahí que fueran llamados «cristianos» (según Hechos de los Apóstoles 11:26 fue en Antioquía donde se usó este término por primera vez). En el seno de estas nuevas comunidades —cuyos miembros no habían tenido ningún contacto directo con Jesús— que se produjo su glorificación con rasgos helenísticos en torno a la creencia en su resurrección.
A las comunidades cristianas no solo se sumaron personas de ascendencia judía sino también antiguos «gentiles» (es decir, no judíos) que se habían convertido al judaísmo aceptando todas sus normas, incluida la circuncisión, por lo que eran conocidos como prosélitos (prosélytos), y los llamados «temerosos de Dios» (en griego phoboúmenoi, y en latín metuentes) que asistían a la sinagoga pero no eran considerados legalmente judíos porque no estaban circuncidados ni aceptaban todas las reglas de conducta establecidas por la Ley de Moisés como la observancia estricta del sabbat.
La figura más destacada de los cristianos «helenistas» era Pablo de Tarso, un fervoroso judío de la diáspora que según los Hechos de los Apóstoles aprobó la lapidación de Esteban, y que posteriormente se convirtió al cristianismo tras experimentar una revelación cuando se dirigía a Damasco. Tras su conversión desplegó una intensa labor de difusión del cristianismo por Siria, Chipre, Asia Menor, Macedonia y Grecia. No fue discípulo directo de Jesús ni formó parte de «los doce» apóstoles (del griego apóstolos, 'emisario', 'comisionado'), pero se refirió a sí mismo como «apóstol de los gentiles» y viajó a Jerusalén, donde conoció a Santiago, «el hermano del Señor», y a Simón Pedro.

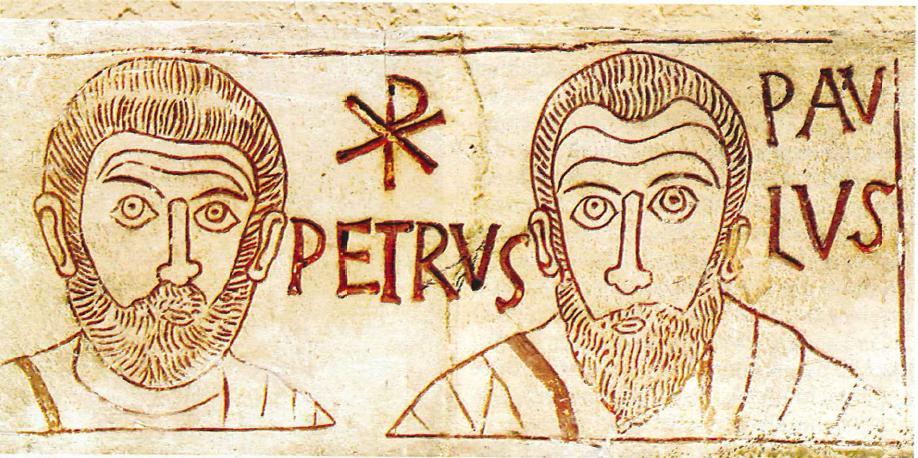
Pedro y Pablo, representados en un grabado del con sus nombres en latín y el crismón.

En Jerusalén defendió la admisión en el seno de las comunidades cristianas de los gentiles «temerosos de Dios», a lo que se oponían los judeocristianos jerosolimitanos. El encuentro mantenido hacia el año 49, en el que el tema central fue la controversia de la circuncisión, fue conocido como el «Concilio de Jerusalén». Se alcanzó el compromiso de que quienes no estuvieran circuncidados podían formar parte de las comunidades cristianas si se comprometían a cumplir algunas normas de la Ley), pero poco después Pablo acusó a Simón Pedro de no ser congruente con lo acordado durante una visita que hizo éste a Antioquía. El mismo Pablo relató este acontecimiento hacia el año 56:

Cuando Pedro llegó a Antioquía, yo le hice frente porque su conducta era reprensible. En efecto, antes que llegaran algunos enviados de Santiago, él comía con los paganos, pero cuando estos llegaron, se alejó de ellos y permanecía apartado, por temor a los partidarios de la circuncisión. Los demás judíos lo imitaron, y hasta el mismo Bernabé se dejó arrastrar por su simulación. Cuando yo vi que no procedían rectamente, según la verdad del Evangelio, dije a Cefas delante de todos: «Si tú, que eres judío, vives como los paganos y no como los judíos, ¿por qué obligas a los paganos a que vivan como los judíos?». Nosotros somos judíos de nacimiento y no pecadores venidos del paganismo. Pero como sabemos que el hombre no es justificado por las obras de la Ley, sino por la fe en Jesucristo, hemos creído en él, para ser justificados por la fe de Cristo y no por las obras de la Ley. (Gálatas 2,11-16)

Al eliminar la circuncisión y otros preceptos de la Ley judía como requisitos para formar parte de las comunidades cristianas, el cristianismo se abrió a los no judíos, al mismo tiempo que «la figura de Jesús nazareno iba siendo sustituida por la del Cristo redentor universal», ha afirmado Jesús Mosterín. «Como cristianos da lo mismo estar circuncidados o no estarlo; lo que vale es una fe que se traduce en caridad», escribió Pablo (Gálatas 5:2-6). En sus cartas Pablo anuncia que «la antigua ley judía había quedado superada por la fe [pístis] en Cristo. Jesús ya no era un santón rebelde ni un rabino con opiniones interesantes. Jesús era el Cristo, el protagonista divino del drama cósmico de la salvación universal. [...] Pablo llevó a cabo la transmutación del mesías liberador de los judíos en el Cristo redentor universal... del presunto pecado hereditario de toda la humanidad». Y en esa «transmutación» el dogma central lo constituía la creencia en la resurrección de Jesús, cuyo testimonio más antiguo son precisamente las cartas de Pablo escritas antes que los Evangelios.

#### ¿Fue Pablo el verdadero fundador del cristianismo?

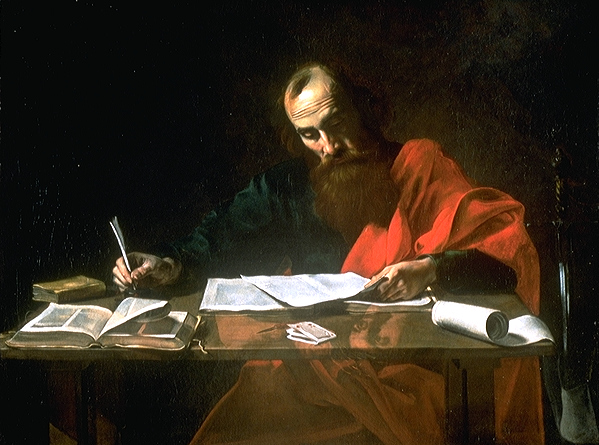
Cuadro del pintor francés del Valentin de Boulogne que representa a Pablo escribiendo una de sus cartas.

Diferentes estudiosos han defendido la tesis de que el verdadero fundador del cristianismo no fue Jesús de Nazaret sino Pablo. El filósofo e historiador de las ideas Jesús Mosterín afirma que «varias importantes tesis del cristianismo son inventos paulinos, como la resurrección de Jesús, el pecado hereditario y la redención de toda la humanidad por la muerte expiatoria de Cristo». Además, «fue Pablo el que introdujo la noción de la eucaristía como repetición del sacrificio expiatorio de Cristo». Y también la de la encarnación, de que Cristo era Dios Hijo hecho hombre, una idea que a Jesús y a sus discípulos directos, según Mosterín, le «habría parecido una blasfemia». Tras referirse a Adolf von Harnack y a otros «expertos actuales» que han considerado que «la imagen paulina de Cristo tenía poco que ver con el Jesús histórico», Mosterín concluye que «no es a Jesús sino a Pablo a quien se deben las creencias centrales de la teología cristiana. En este sentido, puede decirse que Pablo fue el auténtico fundador del cristianismo». Al parecer uno de los primeros estudiosos en plantear esta tesis fue el teólogo luterano alemán William Wrede quien en un libro sobre Pablo publicado en 1904 lo consideró el «segundo fundador del cristianismo».
Por el contrario, el sacerdote y teólogo católico José Miguel García sostiene que «la concepción de Jesús como ser preexistente y divino» no fue una invención de Pablo ya que se formó en la comunidad de Jerusalén en los cuatro o cinco años que siguieron a la muerte de Jesús (los «acontecimientos pascuales»), antes, pues, de la conversión de Pablo.
El historiador Ramón Teja no se pronuncia sobre si Pablo fue el verdadero fundador del cristianismo, pero señala que «la figura de Pablo reviste una importancia histórica decisiva... porque defendió una interpretación de la figura y de la muerte de Jesús que sería la que en líneas generales terminaría por imponerse». Similar posición mantienen otros historiadores. Por su parte, el historiador Miguel Pérez Fernández se limita a exponer la cuestión «hoy discutida apasionadamente».

### Los Evangelios

Esquema que representa la formación de los evangelios sinópticos. Al final del esquema se sintetiza una de las teorías más reconocidas que buscó explicar dicha formación: la teoría de las dos fuentes. La misma supuso que los evangelios sinópticos eran el resultado de dos documentos o fuentes comunes: el Evangelio de Marcos y una colección de dichos y breves discursos de Jesús conocidos como la fuente Q.

En un primer momento, como miembros de la sinagoga y considerados como una secta judía más, los cristianos aceptaron la Tanaj (o Biblia judía) como su libro sagrado, ya fuera en su versión hebrea o en la traducción griega (Septuaginta).
Hasta el año 70 las comunidades cristianas no se platearon escribir ningún libro, pero lo que sí hicieron fue intercambiar cartas entre ellas. La mayoría no se han conservado porque estaban escritas en papiro (un material que se degrada fácilmente por efecto de la humedad), salvo las que fueron copiadas una y otra vez, como ocurrió con las epístolas paulinas, que son los escritos cristianos más antiguos conocidos (las atribuidas sin ninguna duda a Pablo fueron redactadas entre el año 50 y el 62). Después del año 70, conforme el cristianismo se desgajaba del judaísmo, pareció necesario recopilar por escrito las tradiciones orales que circulaban entre las comunidades cristianas sobre la vida y la predicación de Jesús. En el siglo II los cristianos llamaron a estos escritos Evangelios porque transmitían la «buena noticia» (del griego evangélion, la 'buena noticia', la 'buena nueva') de la promesa de salvación para todos los humanos. Según José Fernández Ubiña, no fueron escritos «con ánimo de reconstruir el pasado, sino para iluminar a determinadas comunidades cristianas, intentando, sobre todo, explicar la demora del fin y el rechazo judío de las doctrinas de Jesús». Guy Stroumsa ha destacado, por su parte, que fueron compuestos en un lenguaje sencillo porque pretendían ofrecer la salvación a todos por igual, tanto al ignorante como al letrado. Y además se difundieron en el formato de códice, mucho más manejable y barato que el rollo.

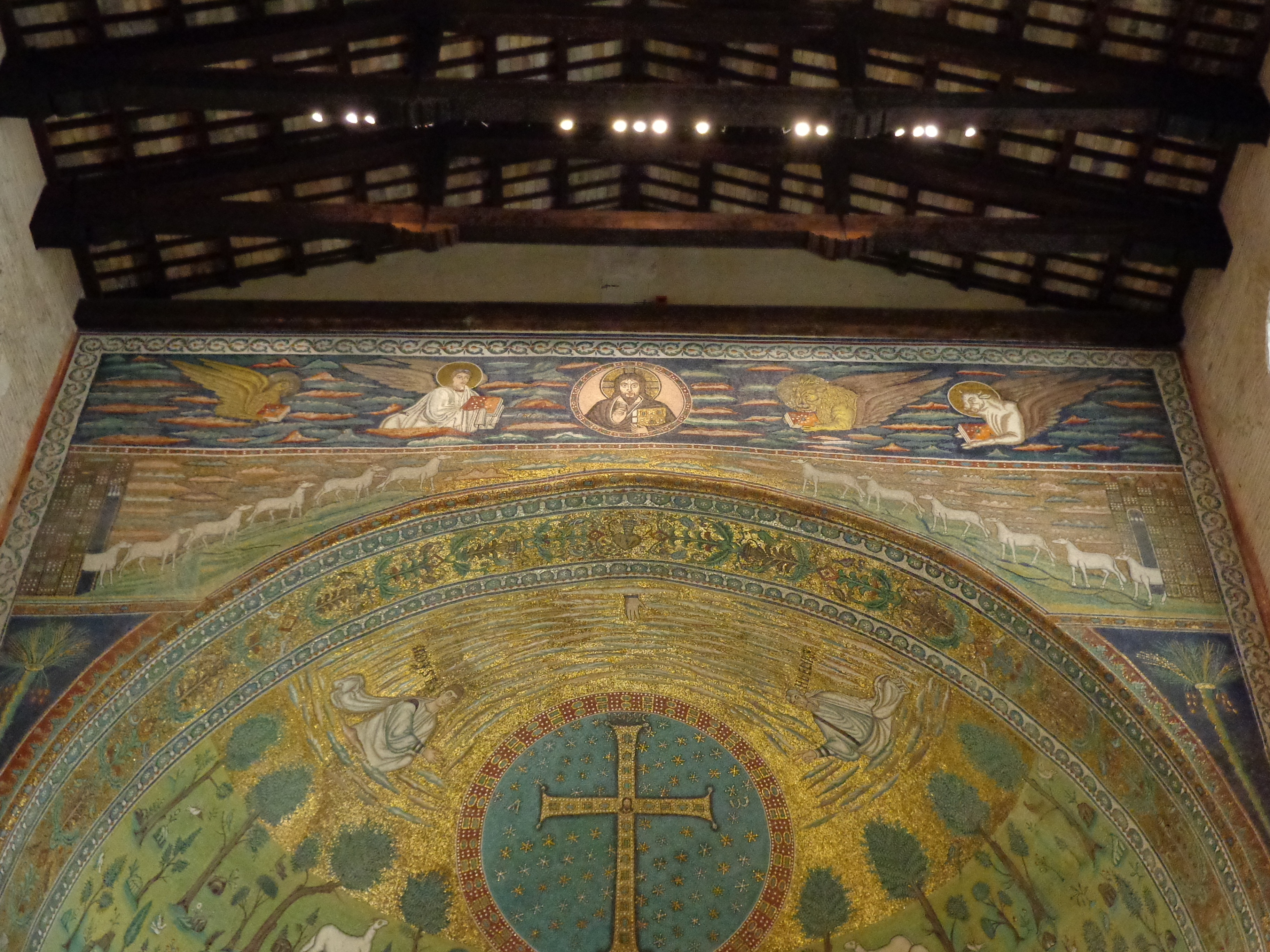
Mosaico del tetramorfos de los cuatro evangelistas situado encima del ábside de la basílica de San Apolinar en Classe de Rávena (Italia,). A la derecha de Jesucristo el águila, símbolo de Juan, y el hombre, símbolo de Mateo; a la izquierda, el león, símbolo de Marcos, y el toro, símbolo de Lucas.

Aunque se escribieron muchos más (al parecer unos cien, pero casi todos se han perdido), el canon cristiano solo reconoció como inspirados cuatro: el evangelio de Marcos (escrito poco después del año 70), el evangelio de Mateo y el evangelio de Lucas (ambos escritos entre los años 80 y 90; incorporan gran parte del texto de Marcos, sobre todo el de Mateo), y el evangelio de Juan (escrito hacia el año 100). Fueron escritos en griego y no se sabe nada de sus autores. Los tres primeros (los de Marcos, Mateo y Lucas) constituyen los llamados evangelios sinópticos, por las grandes similitudes que presentan entre ellos («se repiten con frecuencia los mismos textos en el mismo orden», señala Jesús Mosterín). El evangelio de Marcos «ve a Jesús como Mesías y como Hijo de Dios»; el de Mateo, «el más judío de los evangelios», añade que es hijo de David; y en el de Lucas, «el predicador ya se ha convertido en predicado»: Jesús es el Cristo. El Evangelio de Juan presenta notables diferencias con los sinópticos. «Es mucho más abstracto, simbólico y teológico en su formulación y contenido que los otros» y «aquí se expresa por primera vez en la literatura cristiana conservada la idea de que Jesús el Cristo es Dios y que ya existía desde toda la eternidad, antes de encarnarse y nacer», ha afirmado Mosterín. Una valoración que comparten José Pérez Fernández y Jesús María Nieto Ibáñez.
Según Jesús Mosterín, «los evangelios no son textos unitarios, sino escritos de aluvión, en los que se superponen diversos estratos procedentes de fuentes y fechas diferentes».

### La propagación inicial del cristianismo

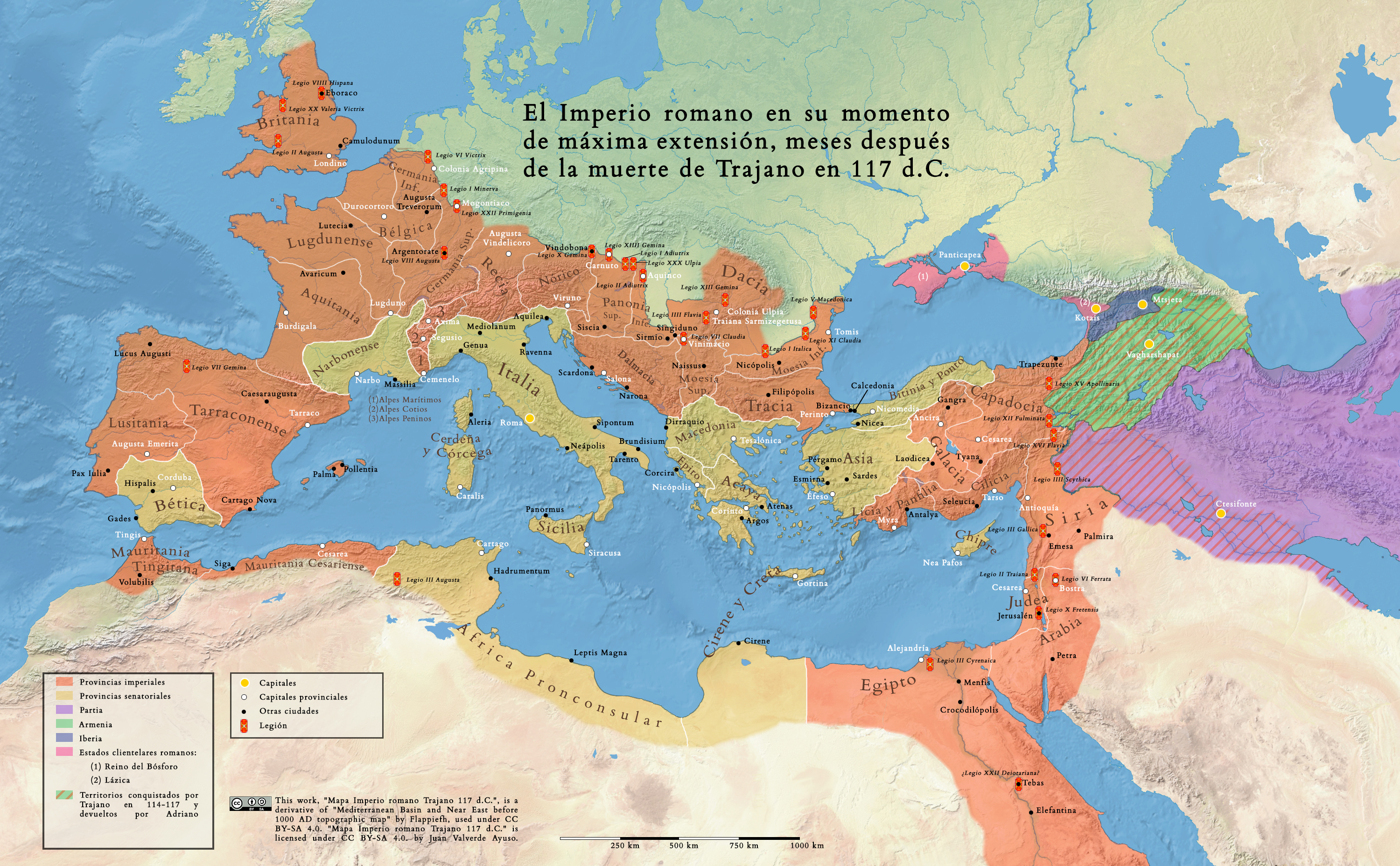
Mapa del Imperio romano a principios del.

La propagación inicial del cristianismo fuera de Palestina se produjo entre las comunidades judías de la diáspora muy extendidas en las ciudades de la mitad oriental del Imperio romano, como Antioquía, Éfeso, Alejandría, Corinto, Tesalónica, etc. De ahí que sea en ellas donde se constituyan las primeras comunidades cristianas. Los principales difusores del mensaje de Jesús son los apóstoles, en cumplimiento del que la tradición cristiana denomina el «Mandato apostólico universal» (iniciado, según esa misma tradición, con la venida del Espíritu Santo el día de Pentecostés) y entre los que destaca Pablo (como lo atestiguan sus cartas), pero también los «profetas» que afirman haber conocido a Jesús o a sus discípulos directos. Sin embargo, según Jesús María Nieto Ibáñez, «la enorme difusión geográfica del cristianismo no se debió tanto a la labor de misioneros profesionales, como ocurrió con Pablo y con Bernabé... sino al testimonio de muchos cristianos anónimos, de mártires, santos, etc., que viajaban por diversas zonas y llevaban su fe de un lugar a otro, en muchos casos de forma personal y espontánea».
La difusión del cristianismo se vio facilitada por la pax romana, que permitió viajar de forma segura de un lugar a otro por mar y por tierra, y por la existencia de una lengua común, el griego helenístico o koiné (aunque también se utilizaron las lenguas propias de cada territorio: el arameo y el siriaco para la Siria interior y Mesopotamia; el copto para Egipto). Asimismo se extendió, aunque en menor medida, por las ciudades de la mitad occidental del Imperio, incluida la capital Roma. En esta parte del Imperio también se utilizó el griego para difundir el mensaje cristiano —el latín solo se impondrá en Occidente a lo largo del siglo III—. Sin embargo, el cristianismo apenas se difundió por las zonas rurales, de ahí que los cristianos llamaran a los no cristianos «paganos» (en latín pagani, 'campesinos' o 'aldeanos', de pagus, 'aldea', 'campo').
Claire Sotinel ha destacado que el cristianismo se difundió más que el judaísmo rabínico, con el que a menudo compitió (las dos religiones proponían lo mismo: «un cambio de vida y un cambio de forma de pensar»), y esto se debió a que el judaísmo lo hacía «con una referencia étnica (la pertenencia al pueblo de Israel) dominante (no excluía la unión al judaísmo, pero impedía casi la adhesión completa) y fuertes requisitos rituales que conducían, cuando eran aplicados de forma rigurosa, a la separación del cuerpo social de alrededor: la circuncisión (verdadero obstáculo en una sociedad romana que condenaba toda forma de mutilación como incompatible con la libertad del ciudadano romano), los ritmos del tiempo —ciclo semanal y respeto del sabbat —, las prohibiciones alimentarias, etc. El cristianismo proponía la misma revolución personal (revolución quiere decir reversión, exactamente como conversión) pero con exigencias rituales ligeras porque el cristianismo paulino concedía un lugar limitado a la ritualidad. El ritmo semanal estaba presente, pero la participación en la celebración dominical era compatible con una actividad normal; las prohibiciones alimentarias se limitaban a la prohibición de carne proveniente de sacrificios; el bautismo reemplazaba a la circuncisión…». Así pues, concluye Sotinel, «la flexibilidad y la diversidad del cristianismo han jugado sin duda un papel tan importante como el vigor y la novedad del mensaje cristiano y el fervor de los predicadores».

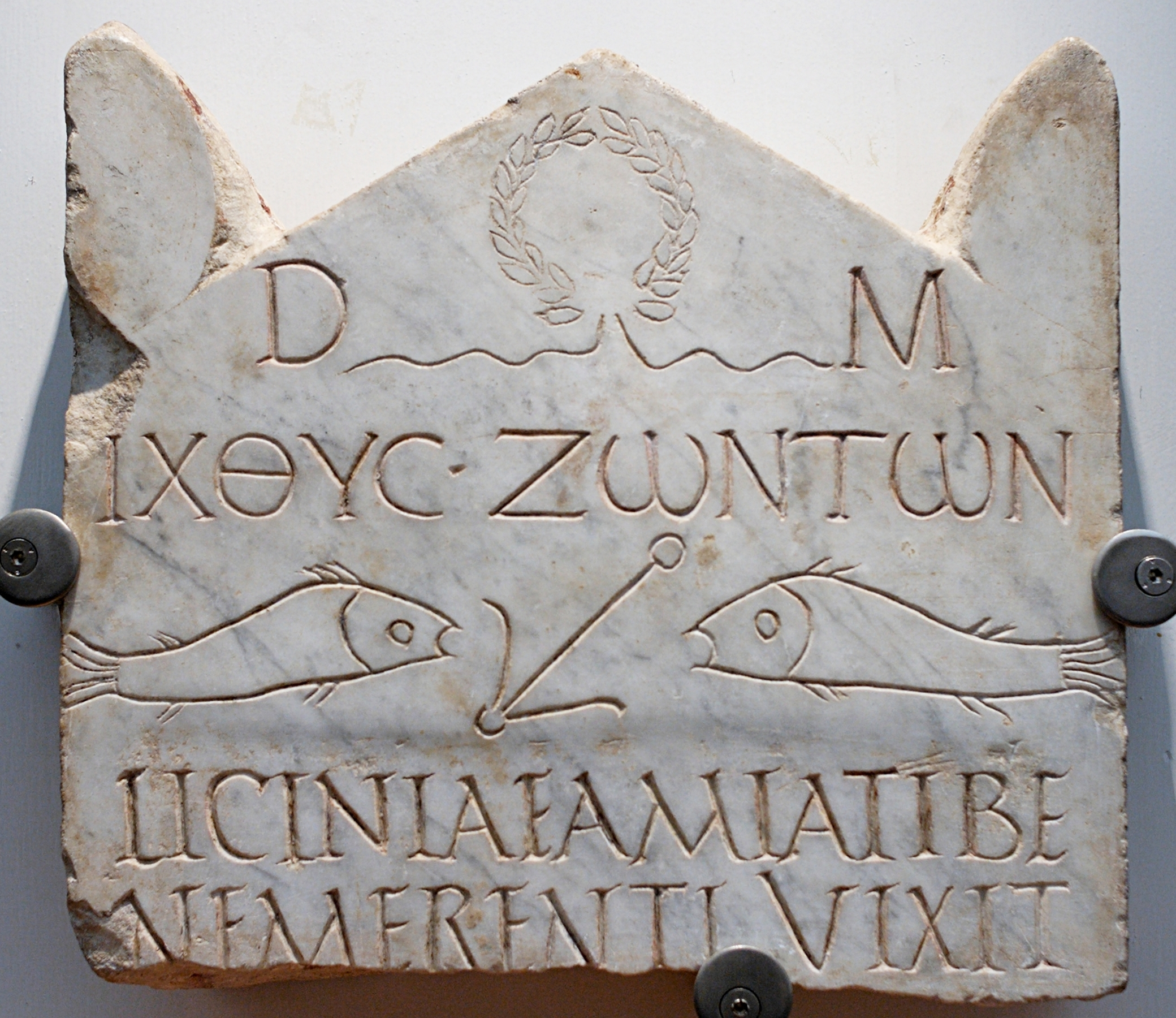
Estela funeraria de principios del (Museo Nacional Romano) en la que aparecen dos peces, motivo iconográfico utilizado por los primeros cristianos porque el acróstico ΙΧΘΥΣ, 'pez' en griego, indicaba su confesión de fe: «Jesús Cristo Hijo de Dios Salvador». También aparece la inscripción ΙΧΘΥϹ ΖΩΝΤΩΝ ("pez de los vivos").

Las primeras comunidades cristianas fueron elaborando diversas fórmulas que expresaban el núcleo de la fe cristiana; son las denominadas confesiones de fe (formula fidei), cuya aceptación sellaba el compromiso del creyente con Dios y con la comunidad y que era recitada por el neófito cuando recibía el bautismo, el rito de iniciación que lo convertía en cristiano (también era recitado por los cristianos en tiempo de persecución para reafirmar su fe). Se pueden distinguir tres tipos: las cristológicas («Jesús es el mesías», «Jesús es el Hijo de Dios» y otras similares), las binarias (cuando además de Jesús se menciona al Padre) y las ternarias (cuando al Padre y al Hijo se añade el Espíritu Santo; y que finalmente serían las más utilizadas). Estas últimas serán ampliadas en el siglo IV, no limitándose a citar las personas de la Trinidad, sino también desarrollando una teología de cada una de las personas divinas. Por otro lado, el modelo cristológico se reflejó en el acróstico ΙΧΘΥΣ, que significa 'pez' en griego, formado por las iniciales (en griego): «Jesús Cristo Hijo de Dios Salvador». De ahí que el pez fuera un símbolo muy utilizado por la iconografía inicial cristiana.

### La actitud del Imperio romano hacia los cristianos en elsigloI: la «persecución de Nerón» del año 64
Tras la ejecución de Jesús, las autoridades del Imperio romano no dieron especial importancia al naciente movimiento religioso cristiano. Nieto Ibáñez señala que «Roma mostró al comienzo una total indiferencia hacia los cristianos, dado que en gran manera esta nueva religión pasaba desapercibida entre las diversas manifestaciones y movimientos del judaísmo». Para el Imperio, los seguidores de Jesús no fueron al principio más que simples judíos, que generalmente gozaron de la pax romana.
Pese a la imagen tradicional de la hostilidad de las autoridades del Imperio romano hacia los cristianos desde sus inicios, las persecuciones contra ellos por parte de Roma no fueron en un primero momento generalizadas, sino circunscritas a episodios locales y esporádicos. De hecho, durante los primeros dos siglos el número de mártires parece haber sido más bajo de lo que tradicionalmente se ha considerado. Será en los siglos III y IV cuando tendrán lugar las cuatro persecuciones generalizadas contra los cristianos: la de Decio en 250-252; la de Valeriano, en 258-260; la de Diocleciano, en 303-305, y la de Galerio, en 309-311.

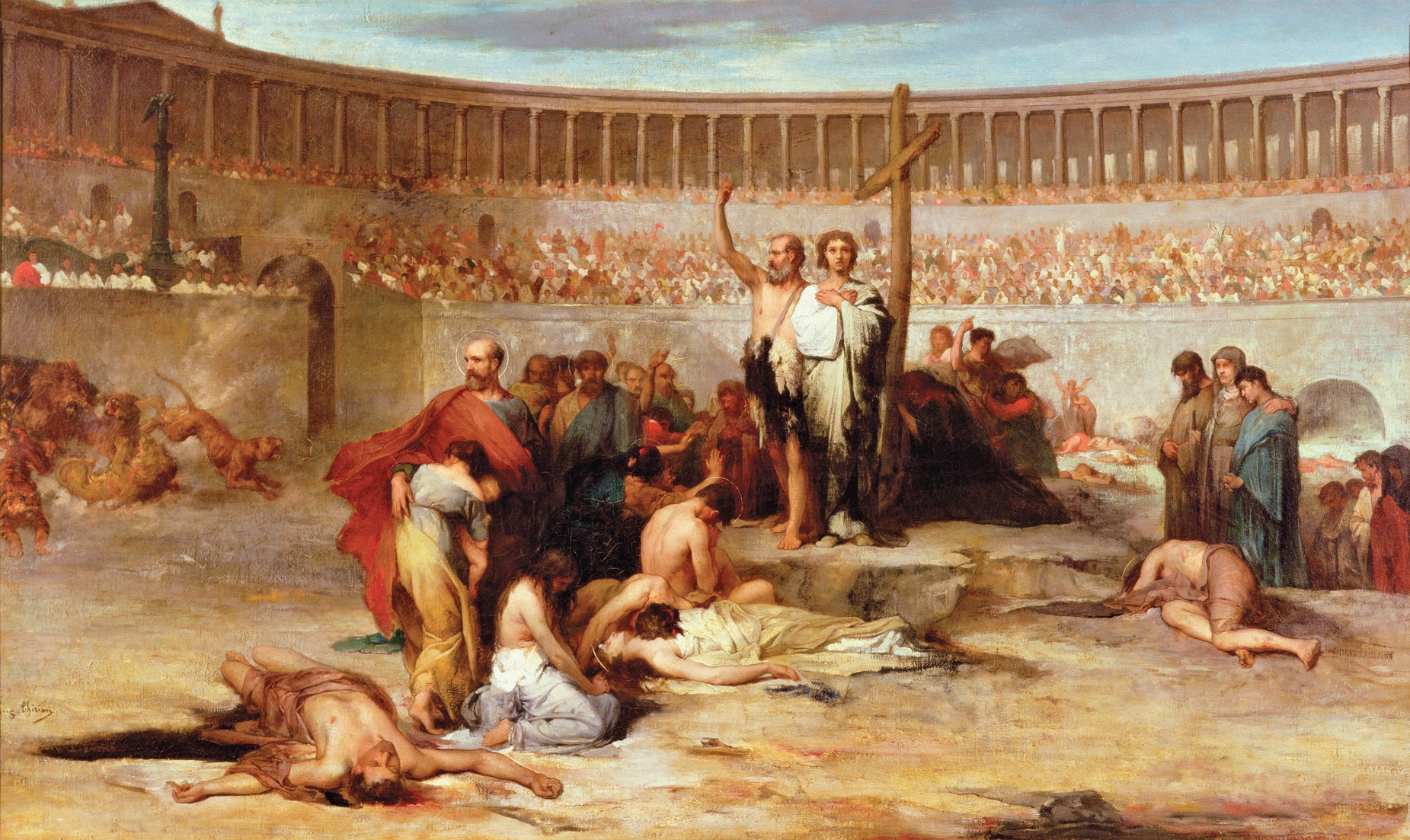
El triunfo de la fe, o Mártires cristianos en tiempos de Nerón del pintor francés Eugène Thirion.

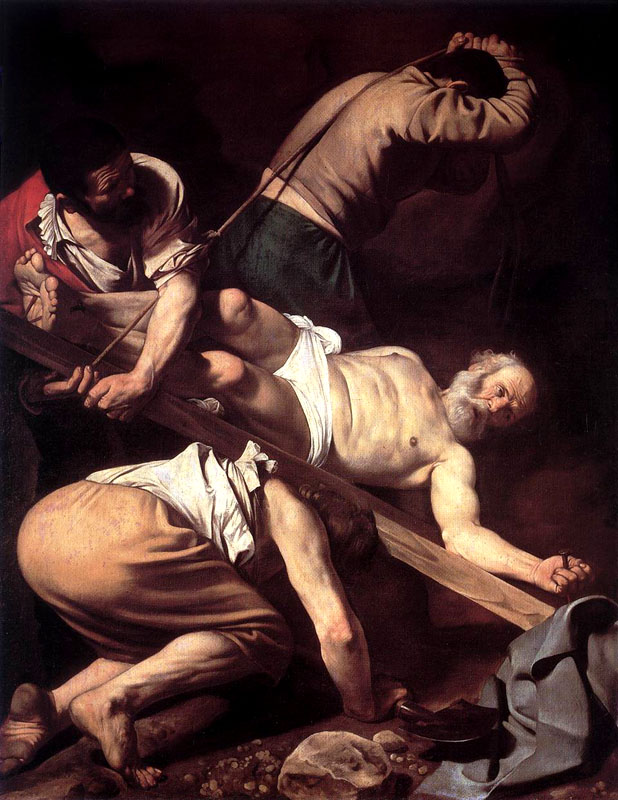
La crucifixión de San Pedro (1601) de Caravaggio. La tradición cristiana sostiene que el apóstol Pedro fue ajusticiado en Roma durante la persecución de Nerón, y que Pedro exigió ser crucificado cabeza abajo.

La que sería la primera persecución local, la del año 64, motivada por la decisión de Nerón de culpar a los cristianos del Gran incendio de Roma, fue narrada por Tácito a principios del siglo II. Según recoge el historiador romano en sus Anales, Nerón «presentó como culpables y sometió a refinadísimos castigos a aquellos que, odiados por sus crímenes, el pueblo denominaba cristianos». Si bien el relato de Tácito ha sido cuestionado recientemente,  los historiadores actuales están de acuerdo en que esta persecución se trató de un hecho aislado y en que habría sido la primera vez en que las autoridades romanas distinguían a los cristianos de los judíos. 
La tradición cristiana ha recogido que dos de las víctimas de esta persecución local fueron los apóstoles Pedro y Pablo. En el caso de Pablo, su estancia en la capital del Imperio está atestiguada por los Hechos de los Apóstoles, si bien en ellos no se menciona cómo murió. Con respecto a Pedro, para algunos historiadores no existen pruebas sólidas de su presencia en Roma.
Distintas fuentes cristianas, como el libro del Apocalipsis, Tertuliano o Eusebio de Cesarea, presentaron a Domiciano (81-96) como el segundo emperador perseguidor de los cristianos. Distintos historiadores han dado credibilidad a estas fuentes y han considerado que Domiciano promovió «una organizada persecución contra la nueva religión, no solo en Roma, sino en otros territorios del Imperio», especialmente Asia Menor («como se puede deducir de la lectura del Apocalipsis: las Iglesias de Éfeso, Pérgamo y Esmirna, entre otras, sufren sus consecuencias»). Según Anne Logeay, la persecución de Domiciano estuvo «quizás motivada por la negativa de los cristianos a pagar el impuesto específico establecido para los judíos tras la caída del templo de Jerusalén, el fiscus judaicus». En este sentido Étienne Trocmé ha afirmado que «la represión desencadenada por el emperador Domiciano contra algunas personas de su entorno, entre ellas un cierto Flavio Clemente, que fueron acusadas de ateísmo y de costumbres judías, no distingue claramente entre convertidos al judaísmo y adeptos al cristianismo». Por su parte, Ramón Teja afirma que no tiene ningún fundamento considerar a Domiciano como el segundo emperador que persiguió a los cristianos ya que «sus víctimas, no sólo cristianos, lo fueron de su política marcada por la obsesión por afirmar su autoridad ante supuestos o reales complots contra su persona».

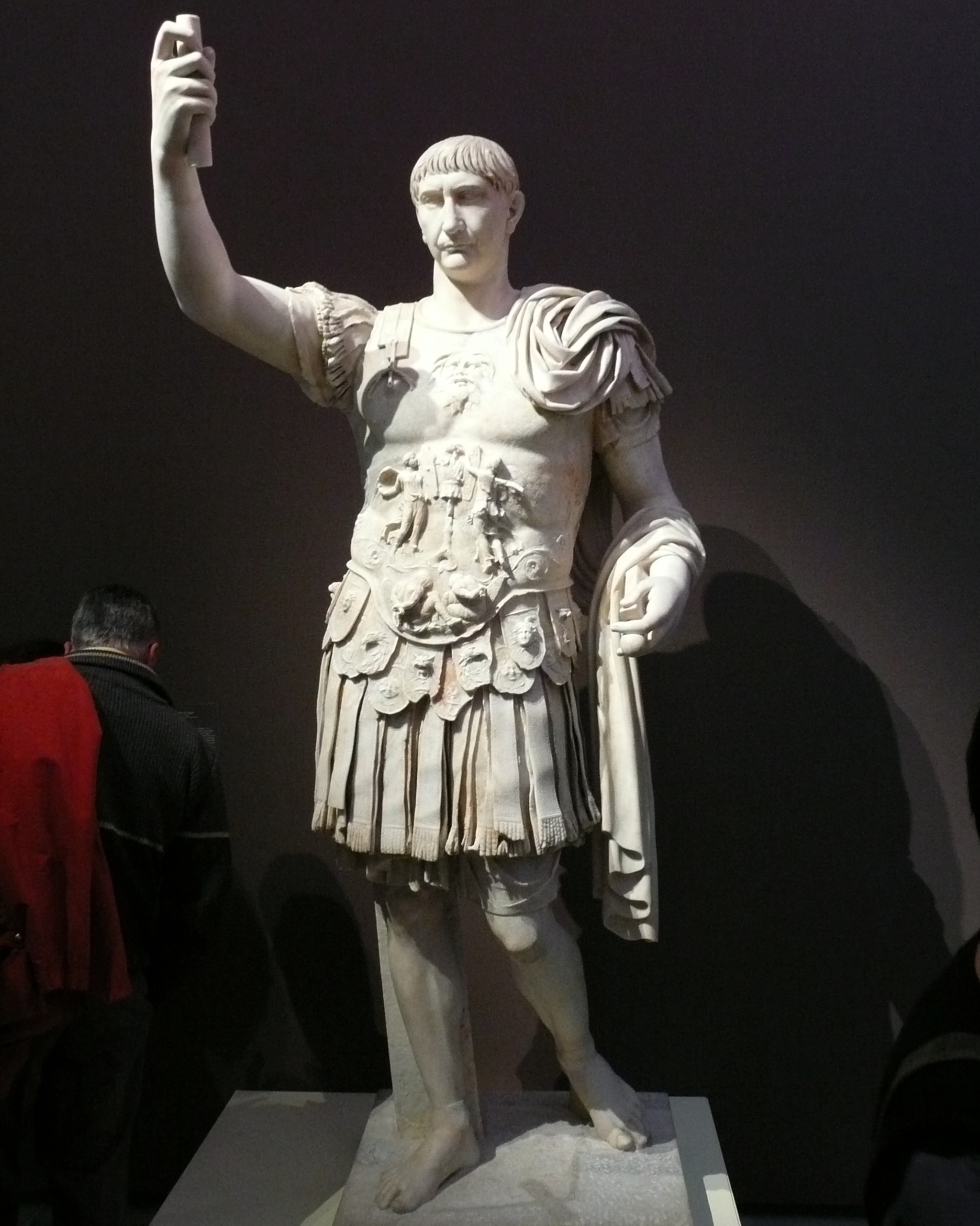
Estatua del emperador Trajano (Museo del Louvre).

Con Trajano, a principios del siglo II, el Estado romano quiso dar una respuesta oficial al «problema cristiano». El gobernador de Bitinia y Ponto, Plinio el Joven, preguntó al emperador cómo debía tratarlos, tras comprobar su «locura, pertinacia y obstinación inflexible», merecedoras de castigo. Trajano le respondió que solo debía castigarlos si había denuncias escritas y firmadas contra ellos y no actuar ni de oficio ni por denuncias anónimas («pues es cosa de pésimo ejemplo e impropia de nuestro tiempo») y además abrió la posibilidad de perdonar, «en gracia a su arrepentimiento», «a quien negare ser cristiano y lo ponga de manifiesto por obra, es decir, rindiendo culto a nuestros dioses, por más que ofrezca sospechas por lo pasado».
La respuesta de Trajano resultaba un tanto ambigua. Tertuliano denunciará que esta postura oficial, si bien establecía que no había que perseguir a los cristianos, como si fueran inocentes, al mismo tiempo los mandaba castigar como si fuesen criminales. En cualquier caso, esta será la postura de los emperadores romanos frente a la nueva religión durante los siguientes 150 años. En concreto, será la política que seguirá su sucesor Adriano, aunque con alguna garantía mayor (las acusaciones han de ser individuales y si se demuestran infundadas se debe condenar al acusador).

### Las primeras comunidades cristianas: organización y liturgia
Organización
Cuando se separaron de la sinagoga las comunidades cristianas formaron las suyas propias, que se denominaron «iglesias» (del griego ekklesía, 'asamblea', 'comunidad'), una por localidad, normalmente una ciudad. Sus miembros se reunían semanalmente —los domingos, el «día del Señor»— en casas particulares y solo a partir de la segunda mitad del siglo II comenzarán a celebrarse en edificios específicos. Como ha señalado Juan Antonio Estrada, «el cristianismo surgió como una religión sin templos». Una afirmación compartida por José Fernández Ubiña y por Jesús María Nieto Ibáñez.
Juan Antonio Estrada ha destacado asimismo que el cristianismo «fue también una religión de laicos», aunque algunos autores han cuestionado que se pueda utilizar el término moderno «laico» para referirse al cristianismo primitivo. Es sintomático, según Estrada, que las siete epístolas de Pablo consideradas auténticas estén dirigidas a las comunidades no a personas concretas. «El sacerdocio dejó de ser una dignidad y se transformó en una forma de ser y de vivir que afectaba a todos... Ya no había mediadores ni sacerdotes dentro de la comunidad, ni siquiera inicialmente una consagración sacerdotal aparte de la del bautismo». Así pues, «toda la comunidad era laica y sacerdotal al mismo tiempo... Como movimiento comunitario, carismático y laico, no había templos ni sacerdotes, porque la comunidad era ambas cosas». «Estas características, que cambiaron progresivamente desde la segunda mitad del siglo II, explican el rechazo que inicialmente produjeron los cristianos tanto en los judíos como entre los ciudadanos del Imperio romano. Se les acusaba de ateos, de gente sin religión y de impíos precisamente por la ruptura que presentaban con las tradiciones religiosas de la época», concluye Juan Antonio Estrada. Por otro lado, también explica que cada «iglesia» tuviera «su teología, su concepción comunitaria, su liturgia y su cuerpo jurídico», diferenciado de las demás. Se trataba de un «cristianismo plural».
Los cultos eran dirigidos por los «presbíteros» (del griego presbýteroi, 'los más ancianos') que eran los miembros de la comunidad que conocían mejor los escritos sagrados, de ahí que también fueran ellos los que los comentaran y explicaran, aunque a diferencia de los apóstoles y los «profetas», que habían conocido a Jesús o a sus discípulos directos, no necesariamente estaban revestidos de «carisma» o gracia otorgada por Dios para llevar a cabo su misión. Junto a los «presbíteros» se encontraban los «diáconos» (del griego diákonos, 'servidor), encargados de los asuntos materiales de la comunidad, como atender a los pobres, a las viudas y a los cristianos de otras comunidades que los visitaban. En ocasiones sus actividades eran supervisadas por un «obispo» (del griego epískopos, 'vigilante', 'inspector') que más adelante llegaría a representar a la comunidad ante otras comunidades o ante las autoridades políticas. Las comunidades grandes llegaron a tener varios obispos.  En cuanto al procedimiento de designación de presbíteros, diáconos y obispos variaba de unas comunidades a otras.
Conforme la esperada parusía, o segunda venida de Cristo, se retrasaba, las comunidades cristianas fueron acentuando su carácter ético y testimonial. Frente a las posiciones más radicales que pregonaban la ruptura con el Imperio romano —en el Evangelio de Juan y en el Apocalipsis hay muchas alusiones contra el poder imperial— se impuso la posición «conservadora» de la integración social y el acatamiento de las autoridades políticas (como lo refleja la Epístola a Diogneto de principios del siglo II), no exenta de conflictos, como puso de manifiesto la persecución de Nerón del año 64 o que el mismo nombre de «cristiano» fuera suficiente para acusar a personas ante el poder imperial. No es casual que entre los vicios los cristianos destacaran la desobediencia.
Los primeros cristianos se llamaban entre sí «hermanos» y una palabra habitual para designar a la comunidad era la de «fraternidad». Se llegó a plantear como ideal la puesta en común de los bienes pero se estuvo lejos de alcanzarlo, aunque se tradujo en colectas para atender a los pobres —un eficaz elemento, por otro lado, de propaganda cristiana en la sociedad romana— así como en la importancia que se concedió a la hospitalidad entre las iglesias.
Liturgia

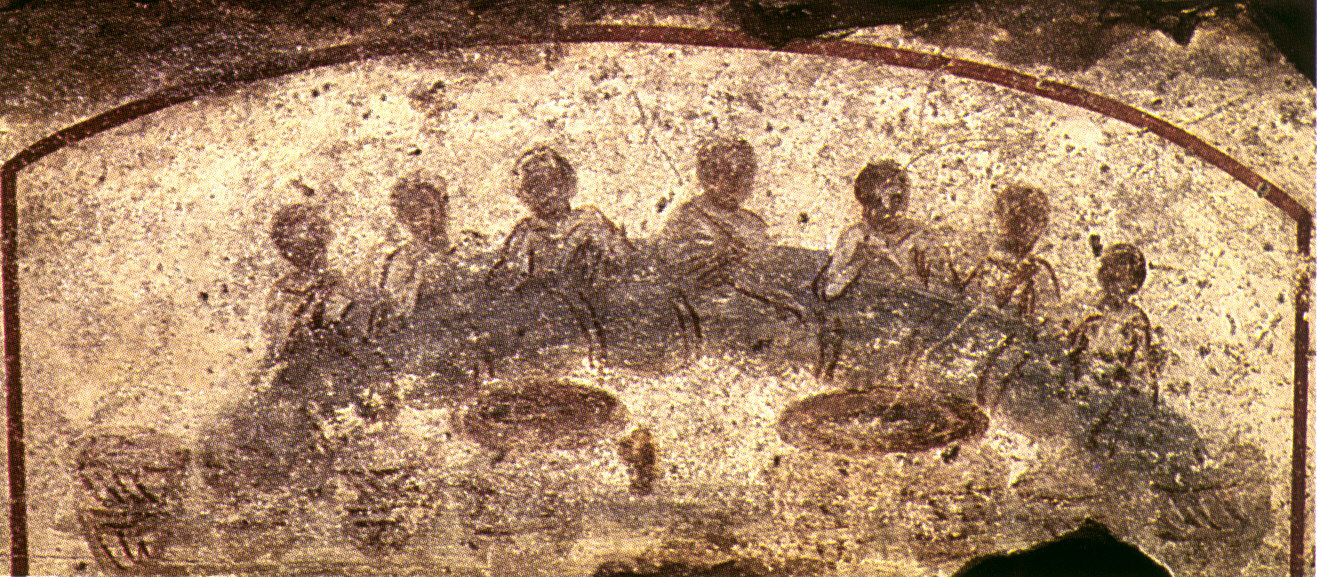
Mesa de ágape, fresco en las catacumbas de San Calixto.

Las primeras comunidades desarrollaron muy poco la liturgia. Al principio imitaron el ritual de las sinagogas (lectura y comentario de la sagrada escritura, cánticos colectivos) al que se añadía una comida comunitaria —la «cena del Señor»—, en conmemoración de la muerte y resurrección de Cristo. Se celebraba al día siguiente del sabbat judío, el domingo, el día del Señor (Dies dominica, en latín). Se iniciaba con la fracción del pan y una bendición o acción de gracias (eukharistía, en griego), que se repetía al final durante la consumición del vino. Solo más adelante se separará la comida fraternal, que irá perdiendo su carácter religioso, del ritual de la fracción del pan y de la consumación del vino, una ceremonia específica que rememoraba la Última Cena de Jesús y que se denominará eucaristía, y en la que también se leerán y comentarán las Escrituras. A partir del siglo II estas «asambleas eucarísticas» serán presididas por el obispo o por los presbíteros y remitirán al significado martirial de vida y muerte de Jesús. Sin embargo, según José Fernández Ubiña, no fue hasta el siglo III cuando se profundizará «acerca de su carácter sacramental, de su simbología cristológica y soteriológica, de la que ya adelantó Pablo ideas fundamentales, y de su trascendencia espiritual para el individuo que participara en los mismos y entrara así en comunión con Cristo y su Iglesia».

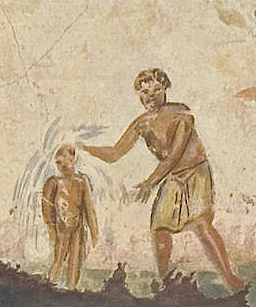
Bautismo representado en las catacumbas de San Calixto.

Al principio a los que querían convertirse solo se les pedía que reconociesen a Cristo como el Mesías o Hijo de Dios y con él al Espíritu Santo, y a continuación recibían el bautismo, el rito de iniciación heredado de algunas ramas del judaísmo. En cierto momento se implantó el catecumenado, es decir, la instrucción previa del aspirante, que incluía la ascesis, la oración y el ayuno al que debía someterse durante varios días (también debían renunciar a sus profesiones, si estas estaban relacionadas con la «idolatría» pagana, como los artesanos que esculpían estatuas de los dioses romanos o lo profesores que enseñaban mitología grecorromana). Más tarde el catecumenado se amplió a tres años —durante ese tiempo podían asistir a la parte doctrinal de la eucaristía, pero no a la consagración— y los obispos o los presbíteros fueron los únicos autorizados a administrar el bautismo (sólo en casos excepcionales, como el de un enfermo grave, se permitirá administrarlo a un laico). También se generalizaría la costumbre de celebrar el bautismo el domingo de Pascua (o en Pentecostés). El bautismo se realizaba por lo general por inmersión en el agua del catecúmeno vestido de blanco.

### Las mujeres en las primeras comunidades cristianas

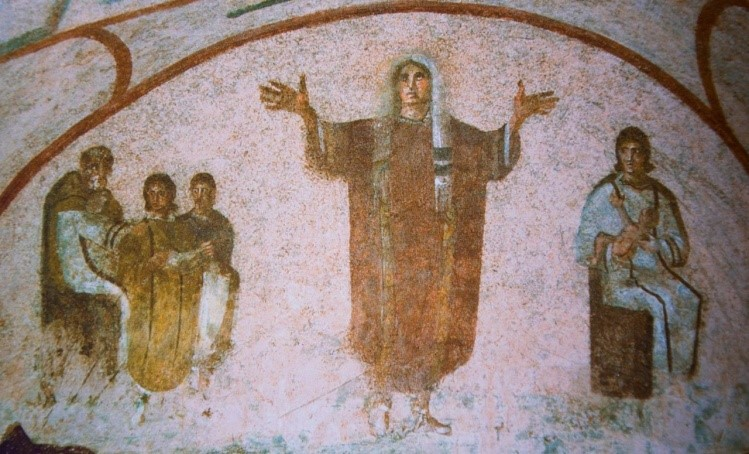
Fresco de las catacumbas de Priscila en que aparecen varias mujeres cristianas.

Jesús de Nazaret se apartó de la tradición judía respecto a las mujeres ya que abogó por una concepción igualitaria en deberes y derechos y rechazó que las diferencias de sexo tuvieran relevancia ante Dios (Mt 22: 23-30). De hecho entre los que siguieron sus predicaciones hubo muchas mujeres.
En las primeras comunidades hubo mujeres diáconos (diaconisas) como por ejemplo Junia, mencionada por Pablo en la epístola a los romanos (Rom 16:7). También destacan las viudas, de funciones no bien definidas, atendidas por las comunidades. No hay ninguna alusión a mujeres sacerdotes, lo cual es lógico porque en el siglo I toda la comunidad era sacerdotal. Sin embargo, como ha señalado Juan Antonio Estrada, «el estatuto público de la mujer en una sociedad patriarcal [como la romana] hacía muy difícil que las mujeres, como los esclavos, pudieran acceder a cargos ministeriales importantes». Este autor también ha destacado que «no había un consenso respecto del estatuto y funciones de las mujeres en las comunidades», aunque la imagen conservadora de la mujer (esposa obediente al marido; «madre que se salvará por la crianza de los hijos») se iría imponiendo en la senda del patriarcalismo judío cimentado en el «pecado de Eva». Una tesis similar sostiene María José Hidalgo de la Vega, que también destaca el uso del «mito de Eva» (cita a Tertuliano que llamó a la mujer «la puerta del diablo») para justificar que las mujeres quedaran relegadas a actividades subalternas en el seno de las comunidades cristianas.
En los dos siglos siguientes se menciona a las diaconisas, pero no como diáconos, sino como auxiliares en la ceremonia del bautismo de las mujeres ya que el ritual exigía que se desnudasen cuando entraran en la pila bautismal y así no eran vistas ni tocadas por ningún varón.

## El cristianismo en elsigloII

### El proceso «sacerdotalización» e institucionalización de las comunidades cristianas: el «episcopado monárquico»
Según Juan Antonio Estrada a lo largo del siglo II en las comunidades cristianas se produjo un proceso que él ha denominado de «sacralización, sacerdotalización y rejudaización» o de «institucionalización y eclesialización». «Se creó un clero y una jerarquía no sólo diferenciada de la comunidad sino, en la práctica, superior a ésta, y se acumularon privilegios y funciones en analogía al sacerdocio judío y pagano del Imperio... Perdió protagonismo la comunidad en su conjunto, y los laicos en particular, en favor de una creciente sacerdotalización de los ministerios, cada vez más influidos por los modelos del Antiguo Testamento y de las religiones del Imperio».
El término «laico» acabó designando al hombre iletrado, y así los «laicos» perdieron, entre otros, el derecho que habían tenido desde los primeros tiempos a predicar y a estudiar las Escrituras. En el siglo III los ministros ya monopolizaron completamente la enseñanza teológica y catequética y el ámbito sacerdotal-cultual. José Fernández Ubiña ha destacado la nueva facultad de los obispos de perdonar los pecados graves (que inicialmente se había considerado que sólo podían ser perdonados por Dios). Estos imponían severas penitencias para que el pecador pudiera reconciliarse con su iglesia y no ser apartado de ella (excomunión), aunque quedaban marcados para siempre. Esta es la razón por la que algunos aspirantes a integrarse en la comunidad alargaban indefinidamente el catecumenado y sólo al final de sus vidas se bautizaban, ya que se consideraba que con el bautismo todos los pecados quedaban borrados.

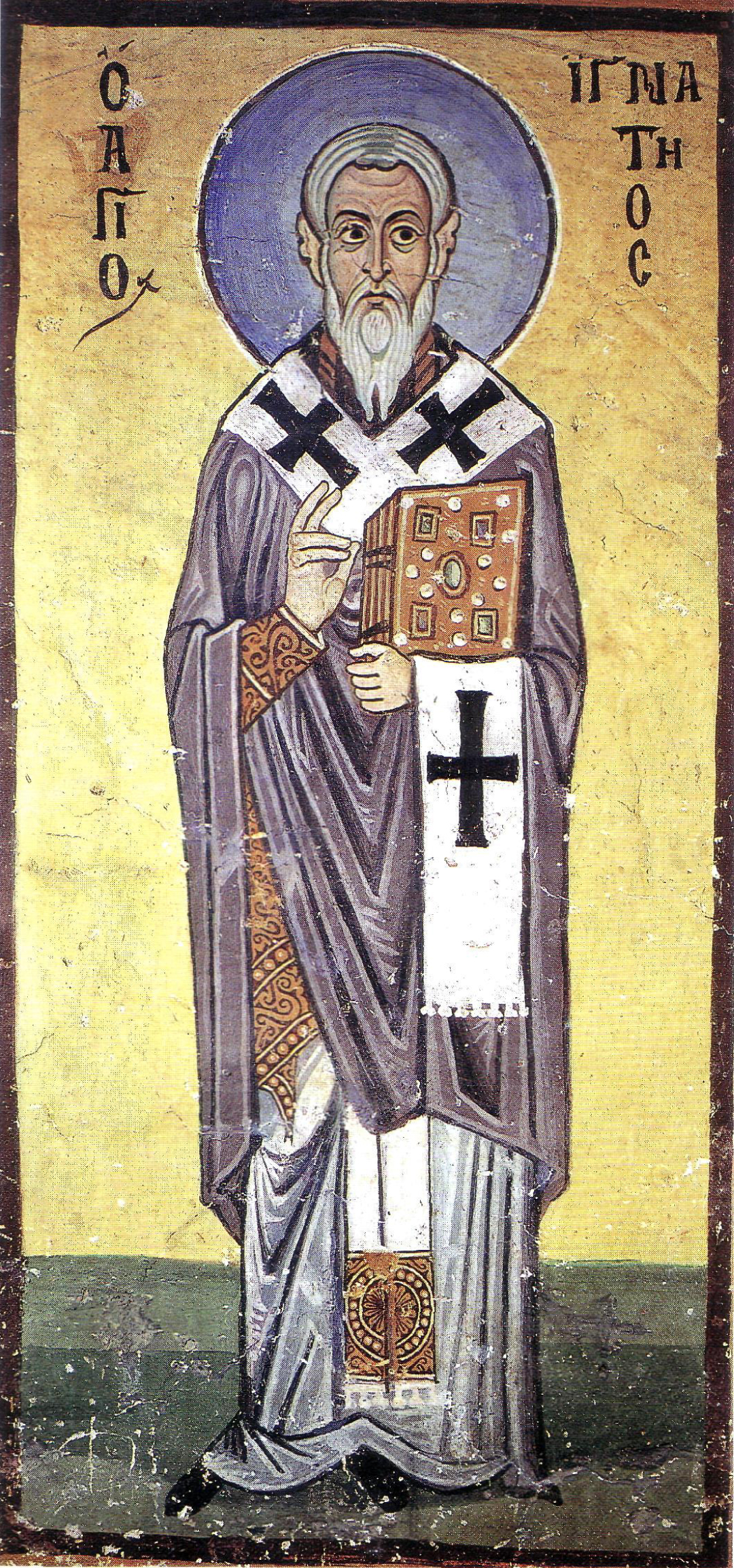
Fresco bizantino del Monasterio de Osios Loukás (Grecia,) que representa al obispo Ignacio de Antioquía, uno de los primeros defensores de la autoridad de los obispos sobre los laicos.

Los obispos también pasaron a administrar el bautismo —los laicos solo podrían hacerlo en casos excepcionales, como el de un enfermo grave— y a presidir la ceremonia de la eucaristía, aunque continuó sin distinguirse, como se haría más tarde, entre los que celebran y los que asisten. Asimismo el obispo era quien elegía a los presbíteros y a los diáconos. Uno de los primeros autores cristianos en diferenciar al clero de los laicos fue Ireneo de Lyon (menciona el ordo de los presbíteros), pero fue Clemente de Alejandría el que recurrió al término griego kleros para designar a los responsables del culto. A principios del siglo III Tertuliano ya separó al ordo sacerdotalis de la plebs o laici.
Otros historiadores y estudiosos también se han referido a este proceso de institucionalización y «sacerdotalización» destacando, como también lo hace Estrada, que se fue imponiendo el sistema organizativo de la «monarquía episcopal» o «episcopado monárquico» (del «obispo monárquico»), así llamado por la concentración de todos los poderes (espirituales, económicos y jurídicos) en la figura del «obispo» (episkopos), lo que a su vez será determinante en el proceso de unificación de creencias y de ritos —el bautismo y la eucaristía, como fundamentales— a causa de los contactos, inicialmente epistolares, que mantendrán los obispos entre sí.
El poder del obispo se situó por encima del de la «asamblea de creyentes» (ekklesía) al asumir «las funciones de censura y de guía doctrinal sobre las opiniones y predicaciones de los "presbíteros" de su iglesia» (que eran quienes dirigían el culto semanal y comentaban las sagradas escrituras). Estrada escribe que «los obispos reclamaron [para sí] el control sobre los maestros y las enseñanzas, luego el control de las Escrituras y de su interpretación». Como ha señalado Ramón Teja, «frente a la variedad de instituciones que figuraban en las iglesias primitivas, presbíteros, diáconos, obispos, profetas, hombres carismáticos, etc. el siglo II vio la consolidación y generalización de la institución del episcopado monárquico. La figura del obispo se fue rodeando pronto de los atributos y características de los magistrados y altos funcionarios, estableciéndose como una jerarquía paralela a la civil. Ello trajo consigo la consolidación y profundización de la división entre clero y laicado que era ajena al cristianismo de los primeros tiempos». También se reflejó en los cultos ya que el obispo pasó a presidirlos.
Para legitimar la concentración del poder en los obispos en detrimento de la comunidad y de presbíteros y diáconos se elaboró a finales del siglo II una teología de la «sucesión apostólica», es decir, los obispos se presentaron como los seguidores y sucesores de los apóstoles, de quienes procedía su autoridad disciplinaria, cultual y doctrinal. «Las comunidad» debían someterse a ellos y no podían destituirlos, porque habían sido impuestos por los apóstoles», ha afirmado Juan Antonio Estrada. Con este fin se elaboraron listas, falsas en su mayoría, de sucesiones ininterrumpidas de obispos que enlazaban con alguno de «los doce» apóstoles.
Diversos escritos de finales del siglo I y del siglo II reflejan este proceso de institucionalización y de jerarquización de las comunidades cristianas, como la Didaché o Doctrina de los doce apóstoles (que sirvió de modelo para los Cánones apostólicos), la carta de Clemente de Roma a los corintios («es el primer escrito que delimita las competencias de la jerarquía respecto de los laicos»), las cartas de Ignacio de Antioquía (famosas por su defensa de la autoridad de los obispos, aunque no son todavía monarcas absolutos sino más bien presidentes del colegio presbiterial), la Epístola de Bernabé, los fragmentos de los escritos de Papías de Hierápolis, la epístola de Policarpo a los Filipenses y el Pastor de Hermas (este último «muy interesante para captar la organización y la jerarquización de las iglesias, el proceso de colaboración, primero, y de sometimiento luego, de los profetas a los ministros, y el paso de una iglesia carismática a otra institucional», según Juan Antonio Estrada).
Según José Fernández Ubiña, la implantación del «episcopado monárquico» fue un proceso lento y gradual que a finales del siglo II aún no había culminado porque la autoridad del obispo «se parece más a la de un pater familias que a la de un magistrado imperial». La definitiva concentración de poderes en los obispos se produjo en el siglo III, y «no sin resistencias y severas críticas, como podemos constatar en Tertuliano cuando en su tratado De pudicitia se burla despectivamente de un pontifex maximus (éste era el cargo superior del sacerdocio pagano) y episcopus episcoporum que había osado conceder la penitencia a un adúltero, usurpando así una competencia exclusiva de Dios». Sin embargo, la preeminencia del obispo será reconocida completamente por otros autores como Hipólito de Roma o Cipriano de Cartago. Este último, según Fernández Ubiña, es «quien mejor personifica el episcopado monárquico y el que mejor precisó sus competencias, tanto en sus escritos como en su ejemplo, digno y coherente, ante los difíciles problemas que afrontó la iglesia de Cartago entre la persecución de Decio y la de Valeriano (250-258)». En una de sus cartas escribe que, a su juicio, nada hay más cierto que «el obispo está en la Iglesia y que la Iglesia está en el obispo, y que si alguno no está con el obispo, no lo está con la Iglesia». El triunfo definitivo del «episcopado monárquico» también aparece en la llamada Didascalia de los apóstoles referida a Siria.

### La fijación del canon bíblico: el «Nuevo Testamento» y el «Antiguo Testamento»

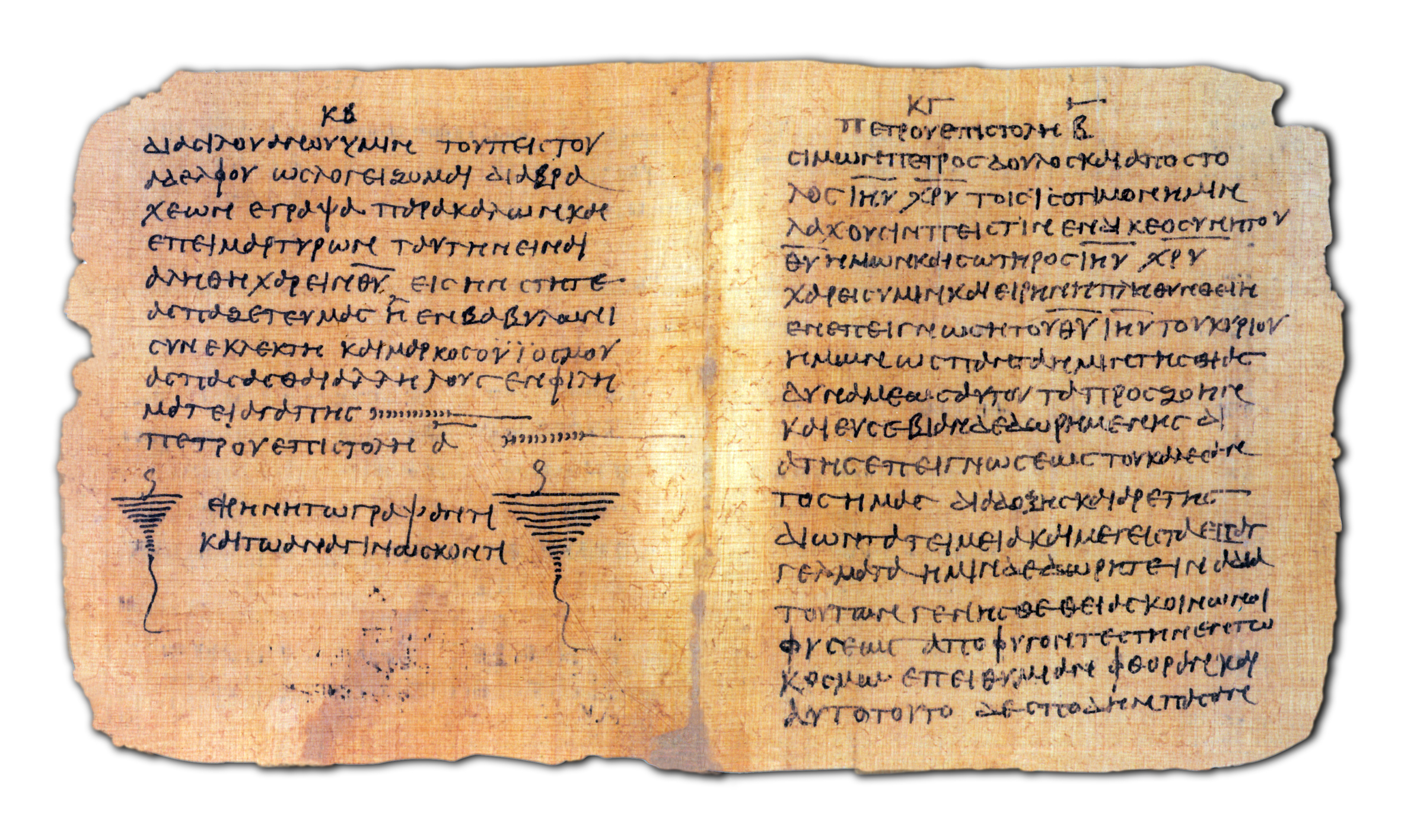
Papiro Bodmer VIII que contiene el final de la Primera Epístola de Pedro y el inicio de la Segunda Epístola de Pedro, ambas incluidas finalmente en el canon del Nuevo Testamento.

Los Evangelios de Marcos, de Mateo, de Lucas y de Juan, compuestos durante la segunda mitad del siglo I, no fueron los únicos que se escribieron. Diversos autores compusieron otros, «en parte originales, en parte copias unos de otros». Esta proliferación de escritos sobre la vida y la predicación de Jesús (y de sus discípulos directos: los «apóstoles») planteó el problema de cuáles eran auténticos y cuáles no.
Así, a lo largo del siglo II las comunidades cristianas se dedicaron a la lenta y difícil tarea de establecer la lista de los escritos «inspirados» aceptados por todas ellas. Los escritos aceptados serán llamados canónicos, mientras que los rechazados recibirán el nombre de apócrifos (del griego apokryphos, 'oculto', 'escondido'). Al final del siglo ya se había alcanzado un cierto consenso —el testimonio más antiguo sobre el reconocimiento de los cuatro evangelios canónicos es un escrito de Ireneo de Lyon y el canon muratoriano es el listado más antiguo que se conserva de los textos que se debían incluir en el Nuevo Testamento—, pero hasta el siglo IV (sínodo de Laodicea) no se estableció la lista canónica definitiva. A los cuatro evangelios de Marcos, de Mateo, de Lucas y de Juan (declarados canónicos) se añadieron las catorce llamadas epístolas paulinas, siete epístolas de otros (Santiago, Pedro, Juan y Judas), los Hechos de los Apóstoles (escrito por el evangelista Lucas) y el libro del Apocalipsis (atribuido al evangelista Juan).
Tampoco existió inicialmente un acuerdo sobre el valor que se debía dar a las Escrituras procedentes del judaísmo, aunque finalmente se acabarían incorporando al canon cristiano por dos razones principales, según José Fernández Ubiña: «porque el propio Jesús aparece en diversos evangelios como un profundo conocedor e intérprete de las Escrituras, cuyo cumplimiento sin hipocresías exige a los demás y a sí mismo» y porque «la figura misma de Cristo, la misión redentora que le atribuían sus seguidores, sus enseñanzas y sus obras, sólo eran plenamente comprensibles a la luz de esas Escrituras, en especial de los Profetas».
Los Evangelios quedaron indisolublemente unidos a la Biblia (en su versión griega de la Septuaginta, que se diferenciaba de la Biblia hebrea en que incluía los libros deuterocanónicos). Esta última constituía la «antigua alianza» (diathéke) entre Dios y los hombres (el «Antiguo Testamento»), mientras que los escritos cristianos fundaban la «nueva alianza» (el «Nuevo Testamento»). Se considera que fue el apologeta cristiano Tertuliano quien a principios del siglo III introdujo esas dos nuevas expresiones: vetus testamentum ('antiguo testamento') y novum testamentum ('nuevo Testamento').</ref>
Aunque no forman parte del canon bíblico, también se difundieron entre las comunidades cristianas los escritos de los «padres apostólicos», así llamados porque habían sido discípulos de los propios apóstoles de Jesús (y que están integrados en la categoría más amplia de «padres de la Iglesia»). Todos ellos escribieron, en griego, a finales del siglo I y principios del II. Los más destacados fueron Clemente de Roma, Ignacio de Antioquía y Policarpo de Esmirna. También se suele incluir entre los escritos de los padres apostólicos a la Epístola de Bernabé.

### «Ortodoxia» y «herejía»
Jesús María Nieto Ibáñez ha señalado, en lo que coinciden otros historiadores, que «el particularismo en materia doctrinal, disciplinaria y ritual fue uno de los rasgos de los primeros tiempos, a pesar de que se intentó mantener la conexión entre iglesias y entre cristianos individuales», «de ahí la pluralidad de corrientes y escritos, así como la imprecisión inicial en la que se movían las fronteras entre ortodoxia y heterodoxia, iglesia y secta, pluralidad y cisma», advierte Juan Antonio Estrada. José Fernández Ubiña propone, por su parte, que «más que hablar de cristianismo en singular, convendría hacerlo de cristianismos, en plural», y, además, señala, en lo que también coincide Nieto Ibáñez, que «hasta mediados del siglo II ningún grupo o tendencia cristiana (que a veces eran denominados con la palabra griega "herejía") trató de anatemizar a otro con el que discrepara».

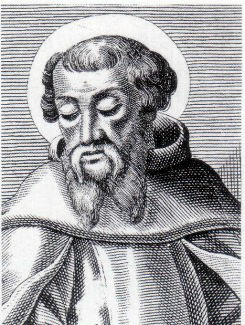
El apologeta cristiano Ireneo de Lyon (140-202), discípulo de Policarpo de Esmirna y de Justino, fue uno de los primeros autores cristianos en utilizar el término «herejía» para designar una desviación de la «ortodoxia». Junto con Hipólito de Roma, autor de la Refutación de todas las herejías, se le considera el principal exponente de la literatura antiherética (escribió, en griego, Aversus harereses hacia el año 180).

La diferenciación entre «ortodoxia» y «herejía» comenzó con la consolidación a lo largo del siglo II del «monarquismo episcopal» como forma organizativa de las «iglesias» en las que el «obispo» se convierte en rector de las mismas y en máximo garante de la «opinión correcta» (en griego orthodoxía). A mediados del siglo II la palabra «herejía» ya ha dejado de designar simplemente la discrepancia (del griego haíresis, 'elección') para pasar a significar la desviación doctrinal. En este sentido la utilizan los apologetas Justino, Ireneo de Lyon, Hegesipo de Jerusalén o Clemente de Alejandría. Así, para Ignacio de Antioquía es equivalente a «yerba extraña». Se elaboraron listas de obispos (diadojé) cuyos orígenes se remontaban a los apóstoles para mostrar que sus opiniones eran las que había transmitido Cristo y que estaban libres de contaminaciones heréticas. Así, como ha señalado Jesús Mosterín, «una herejía era una opinión cristiana discrepante con la ortodoxia consensuada por los obispos».
La «ortodoxia» así establecida fue contestada por algunos movimientos cuyas doctrinas acabarían siendo calificadas como «herejías». El tema principal de confrontación doctrinal será la figura de Jesús (la herejía adopcionista, por ejemplo, defenderá que Jesús no era Dios, sino un hombre con una virtud o fuerza superior al haber sido «adoptado» por Dios; el monarquianismo o el modalismo, por el contrario, identificarán a Cristo con Dios Padre, negando, por tanto, la doctrina trinitaria; el subordinacionismo, situará al Dios Hijo por debajo del Padre; el docetismo, negará la corporeidad de Jesús). Las «herejías» más importantes del siglo II fueron el gnosticismo, el marcionismo y el montanismo.
El gnosticismo, en realidad, «nunca fue un movimiento unitario ni organizado, sino una pluralidad de escuelas, sectas, maestros y pensadores... Muchos gnósticos, pero no todos, eran además cristianos», ha afirmado Jesús Mosterín, con quien coinciden otros historiadores. Nacido al margen, y en parte antes, del cristianismo, el gnosticismo defendía la existencia de un conocimiento superior o gnosis que era el que proporcionaba la salvación. Gracias a este conocimiento superior, sólo al alcance de una minoría, el alma se liberaba del aprisionamiento a la que le tenía sometida la materia y se acercaba a la esfera de lo divino (pléroma). En ese proceso de liberación intervenía un ser mítico, el Salvador, que descendía al mundo y ascendía al Padre llevando consigo a todos aquellos que habían alcanzado la gnosis. Los gnósticos cristianos identificaban al Salvador con Cristo y rechazaban integrarse en la sociedad romana y adoptar una organización jerárquica. Además muchos de ellos practicaban el ascetismo con el fin de alejarse de su propio cuerpo. Algunos evangelios apócrifos reflejaron las ideas del gnosticismo cristiano, como el Evangelio de Tomás, que forma parte de los Manuscritos de Nag Hammadi hallados en 1945 cerca de esta localidad egipcia, y el Evangelio de Judas, también encontrado en el desierto egipcio y que fue dado a conocer por la National Geographic Society en 2006 (se ha especulado sobre su posible procedencia de la secta gnóstica de los setianos). Los más destacados gnósticos cristianos, o que al menos aludían en ocasiones a Cristo, fueron Valentín, probable autor del Evangelio de la Verdad y que encabezó la más importante de las corrientes gnósticas, el (valentinianismo), Basílides y Claudio Ptolomeo. Por otro lado, el episodio de Simón el Mago relatado en los Hechos de los Apóstoles ha sido considerado como un primer caso de gnosticismo.
Marción, de quien se origina el marcionismo, se presentaba como el verdadero seguidor de Pablo por lo que sólo aceptaba como escrituras sagradas las cartas paulinas y el evangelio de Lucas al considerarlo inspirado por éste, aunque expurgado de todos los pasajes que enlazaban con la tradición judía (suprimió la parte inicial sobre la infancia de Jesús). Marción, preocupado por distinguir claramente el cristianismo del judaísmo, diferenciaba al Dios del Antiguo Testamento, un ser hostil responsable de los males del mundo, del Dios del Nuevo Testamento, el dios bueno revelado a los apóstoles que envió a su Hijo para salvar a todos los hombres del dios cruel del Antiguo Testamento. Así fue como fundó su propia iglesia que conoció una rápida y enorme expansión. Aunque alcanzó su apogeo a principios del siglo III, sobreviviría hasta el siglo IV e incluso hasta el V en Siria. Por otro lado, Marción, quizás sin pretenderlo, fijó el primer canon del Nuevo Testamento y obligó a otros grupos cristianos a definirse sobre el tema.
Una tercera «herejía» del siglo II que alcanzó una gran difusión especialmente en el Mediterráneo oriental y norteafricano fue el montanismo que predicaba la inminente llegada de la parusía que tendría lugar en Frigia, la región natal de Montano, el líder del movimiento. Para que los creyentes estuvieran preparados para esta segunda venida de Jesús debían abstenerse de todos los placeres carnales y mundanos y practicar un rígido ascetismo. Montano anunció el comienzo de una nueva era en la Iglesia, la «Era del Espíritu», que dijo que le había sido anunciada directamente por el Espíritu Santo. El apologeta Tertuliano acabaría adhiriéndose al movimiento, aunque finalmente lo abandonó para fundar su propia secta (los «tertulianistas»). El montanismo está considerado como la primera forma de milenarismo cristiano, aunque hay historiadores que señalan en cambio a la Epístola de Bernabé.
Como efecto paradójico, las «herejías» reforzaron la figura de los obispos ya que «se fue imponiendo la idea de que sólo la unión con el obispo, que se consideraba la garantía de transmisión de las creencias y prácticas tradicionales, podía proporcionar un criterio seguro para distinguir la enseñanza verdadera de la falsa», ha indicado Ramón Teja. «En las discrepancias doctrinales, abundantes por darse en un medio en el que el conjunto de tradiciones y doctrinas correctas no estaba definitivamente establecido, el obispo se convirtió en árbitro de las que eran o no opiniones correctas. Contribuyeron, pues, de forma importante a definir la ortodoxia y heterodoxia», han señalado J.M. Santero y F. Gascó.
Hacia finales del siglo II los obispos de las ciudades más importantes, como Alejandría, Antioquía o Roma extendieron su autoridad a los obispos de su región, dándose el caso de Alejandría en el que su obispo nombraba a los obispos de toda la provincia romana de Egipto, «que le quedaban completamente subordinados, lo que confirió una gran cohesión administrativa y doctrinal a las iglesias de esa zona», ha afirmado Jesús Mosterín. Precisamente fue en Egipto donde se utilizó por primera vez el concepto de diócesis aplicado a la organización eclesiástica.

### La difusión del sentimiento anticristiano y la apologética cristiana

Delineado del grafito de Alexámenos o grafito del Palatino. La inscripción en griego "Alexámenos adorando a su dios" acompaña a un sencillo dibujo que muestra a un personaje, el mencionado Alexámenos, a los pies de un crucificado con cabeza de burro. Esta acusación de que los cristianos adoraban a un burro ya se había hecho contra los judíos, tal como atestiguó Tácito, «tan fecundo en patrañas», según el apologeta cristiano Tertuliano. Curiosamente el grafito es la primera representación que se conoce de la crucifixión de Jesús. Se suele datar en el.

En muchas ciudades del Imperio se fue extendiendo un sentimiento popular anticristiano, cuyas causas son objeto de debate entre los historiadores, y que en un principio estuvo unido al sentimiento antijudío. La acusación más extendida lanzada contra los cristianos fue la de «ateísmo», es decir, la de despreciar los cultos tradicionales romanos, a la que se unían los bulos, rumores y calumnias que circulaban sobre los supuestos delitos (flagitia) y depravaciones, como el incesto y el canibalismo, que llevaban a cabo durante sus ritos (secretos y nocturnos) en los que participaban hombres y mujeres de forma indiscriminada. También que veneraban la cabeza de un asno. Ramón Teja ha advertido que para entender la gravedad de la acusación de ateísmo «hay que tener en cuenta que en una sociedad como la romana, donde era inconcebible el ateísmo y estaba profundamente arraigado el principio de que la religio, la religión oficial, tenía como objetivo asegurar la pax deorum, es decir, la benevolencia de los dioses con el Estado o la ciudad, los cristianos, al no prestar culto a esos dioses, constituían un peligro para toda la comunidad». Peter Brown coincide con Teja.
El historiador romano Tácito escribió a principios del siglo II que los cristianos eran «aborrecidos por su ignominia», que su secta era una «execrable superstición» (una surperstitio, lo opuesto a la religio) y los acusó de «odio al género humano» (odium humani generis). Por la misma época Suetonio los calificó como «secta de gentes que seguían una superstición reciente y maléfica» (malefica et nova superstitio). Plinio el Joven en la carta que le escribió al emperador Trajano afirmaba que se trataba de una «superstición malvada y desmesurada», a cuyos seguidores «se debía castigar [por] su pertinacia y su inflexible obstinación... [por] su locura» (el calificativo de locura, en referencia a la obstinación de los cristianos en materia religiosa, también fue empleado por el filósofo estoico Epicteto). El rétor griego Elio Arístides llamó a los cristianos «hombres de Palestina que muestran su impiedad, como podría esperarse, no respetando a quienes son mejores que ellos». El apologista cristiano Tertuliano ironizó sobre la mala fama de los cristianos a los que la gente les atribuía todos los males: «Si el río Tíber se desborda o si el río Tíber no lleva suficiente agua para regar los campos, si el cielo no se mueve o si lo hace la tierra, si hay hambruna o si hay plaga, la gente grita inmediatamente: "¡los cristianos a los leones!"».
El cristianismo también fue criticado por personajes relevantes y pensadores, que solían retratar a los cristianos como fanáticos ignorantes e intolerantes ansiosos por llegar al martirio. El escritor Luciano de Samosata en su obra satírica Sobre la muerte de Peregrino los describía así:

Los desgraciados están convencidos de que serán inmortales y de que vivirán siglos sin fin, y en consecuencia desprecian la muerte, e incluso los más se entregan ellos mismos voluntariamente a la muerte. Además, su primer legislador los convenció de que todos ellos eran hermanos, una vez que se han apartado de los dioses griegos y han renegado de ellos, y adoran a aquel sofista suyo crucificado y viven conforme a sus leyes. Desprecian por igual todos los bienes, y los consideran propiedad colectiva, y aceptan estos preceptos sin ningún testimonio probado. Si se presenta, pues, ante ellos, algún pícaro embaucador..., se hace rico sin tardar, mofándose de estas sencillas gentes.

Mucha mayor profundidad tuvo la crítica del filósofo platónico Celso que hacia 170-180, bajo el reinado de Marco Aurelio (161-180) que despreciaba a los cristianos, escribió Discurso verdadero, «el primer tratado sistemático y basado en una reflexión seria, del que se tiene noticia, contra el cristianismo», que sería refutado por Orígenes en el siglo siguiente. La tesis central del Discurso verdadero es que el cristianismo es una religión irracional e inferior, propia de personas no formadas en la paideia griega, y que Jesús es un impostor que habría logrado engañar a sus seguidores por medio de la magia. Precisamente en uno de sus pasajes describía cómo eran reclutados entre la gente más inculta los cristianos —a los que considera «ateos» ya que no reconocen a los dioses de Roma—:

Bien a las claras manifiestan que no quieren ni pueden persuadir más que a necios, plebeyos y estúpidos, a esclavos, mujerzuelas y chiquillos.

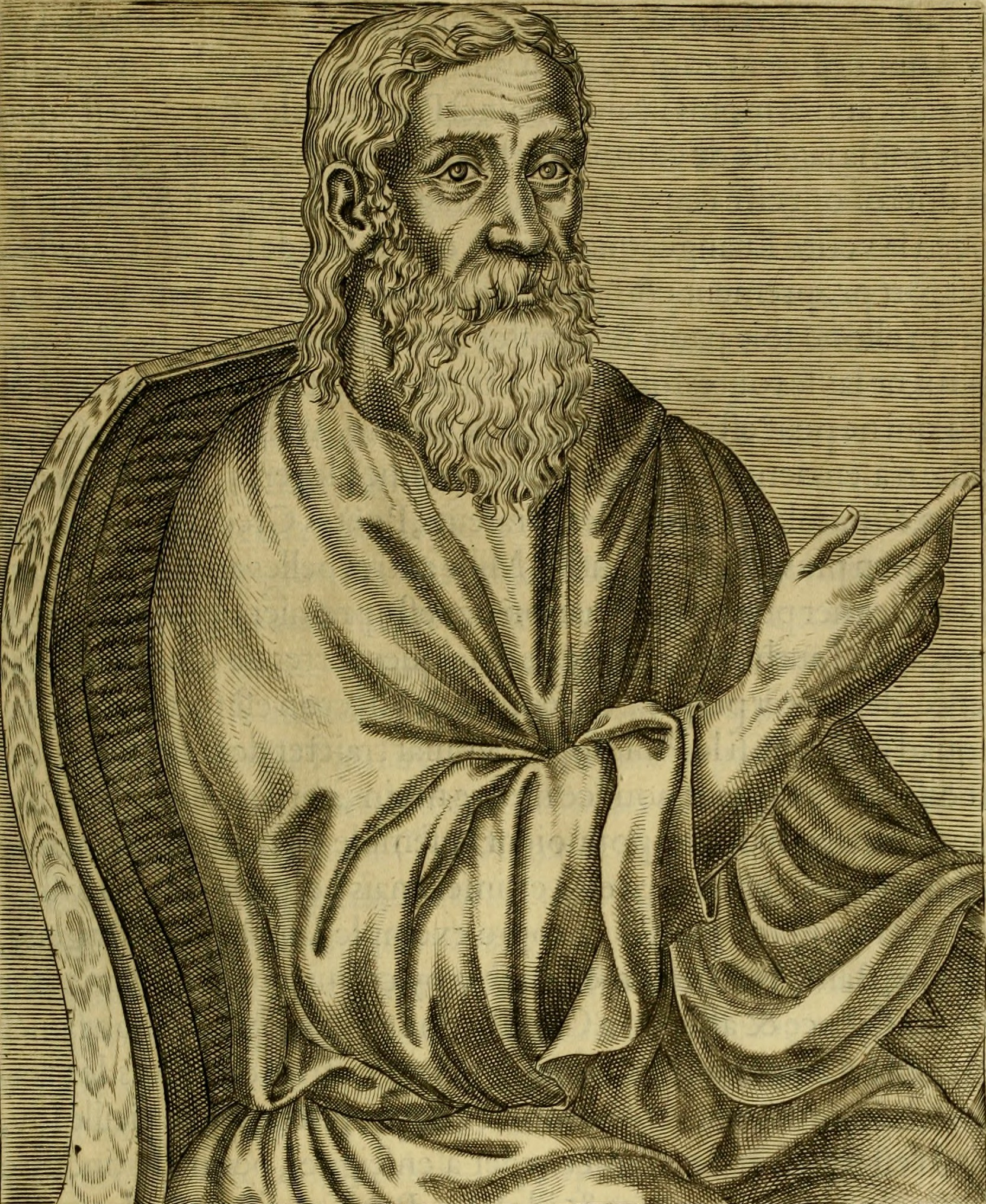
Clemente de Alejandría (150-217) fue director de la prestigiosa Escuela catequética de Alejandría y maestro de Orígenes.

Estas críticas fueron respondidas por autores cristianos constituyendo la que se conoce como apologética cristiana (del griego apología, 'defensa'). Estos apologetas también fueron los primeros teólogos, pues, en el intento de defender la doctrina cristiana, se vieron obligados a precisarla y fijarla. Destacaron los apologetas griegos, buenos conocedores de la filosofía griega, que para rebatir los argumentos de sus oponentes recurrieron a sus mismos instrumentos filosóficos y retóricos. Los primeros fueron los atenienses Cuadrato y Arístides, seguidos de Justino (que fue martirizado) y su discípulo Taciano (que acabaría apartándose de la ortodoxia para formar la secta de los encratitas), a los que hay que sumar Clemente de Alejandría y, en Occidente, Ireneo de Lyon e Hipólito de Roma. Todos escribieron en griego. Sólo al final del siglo II aparecen apologistas de lengua latina, como Tertuliano y Minucio Félix.

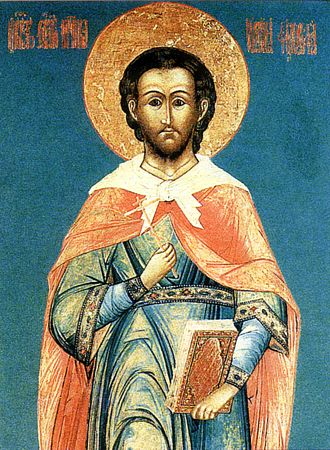
Justino (114-165) fue un destacado apologeta y mártir cristiano.

El objetivo de todos ellos fue responder a las acusaciones presentando a los cristianos como ciudadanos normales respetuosos con el régimen imperial y al cristianismo como una religión compatible con la sociedad grecorromana. Algunos, como Taciano, fueron más lejos y atacaron de manera implacable a la religión romana a la que identificaron con la idolatría y la acusaron de «ateísmo» (también atacaron al judaísmo, como en el caso de Aristón de Pella). Pero todos ellos fracasaron «pues no lograron disipar el odio de amplios sectores populares, ni tampoco evitar las persecuciones que estallaron entonces por todo el Imperio, siendo martirizado el propio Justino, el mayor de los apologetas, hacia 163-167».
Además de Justino, quien antes de convertirse recibió una esmerada educación y una sólida formación filosófica y recurrió a nociones del estoicismo para defender filosóficamente el monoteísmo cristiano (fue el primer autor cristiano en intentar la síntesis entre la filosofía griega y el cristianismo), entre los apologetas más destacados se encuentran Ireneo de Lyon (c. 130-202), educado en Esmirna, que se ocupó de refutar el gnosticismo en su obra Contra las herejías (Katà airéseon); Hipólito de Roma (170-235), tal vez el más prolífico de los apologetas cristianos, que también criticó el gnosticismo en su obra más famosa Refutación de todas las herejías (Katà pasôn hairéseon élenkhos), en la que asimismo afirmó que el origen de las «herejías» había que buscarlo en la influencia de la filosofía griega; y Clemente de Alejandría (c. 150-215), que fue un gran impulsor de la Escuela catequística de Alejandría y maestro de Orígenes, y que está considerado como el primer teólogo cristiano en sentido estricto (también se ocupó de refutar el gnosticismo pero, a diferencia de Hipólito de Roma, consideró a la filosofía griega como una propedéutica de la verdad cristiana ya que, según él, el cristiano podía llegar a conocer el logos con la ayuda de la filosofía, alcanzando así un estadio superior al de la fe común [pístis]). También se pueden sumar a la lista Melitón de Sardes, Atenágoras de Atenas, Teófilo de Antioquía y el autor anónimo del Discurso a Diogneto (este último suele ser considerada como la primera obra apologética).

## El cristianismo en elsigloIIIy principios delsigloIV

### La expansión del cristianismo

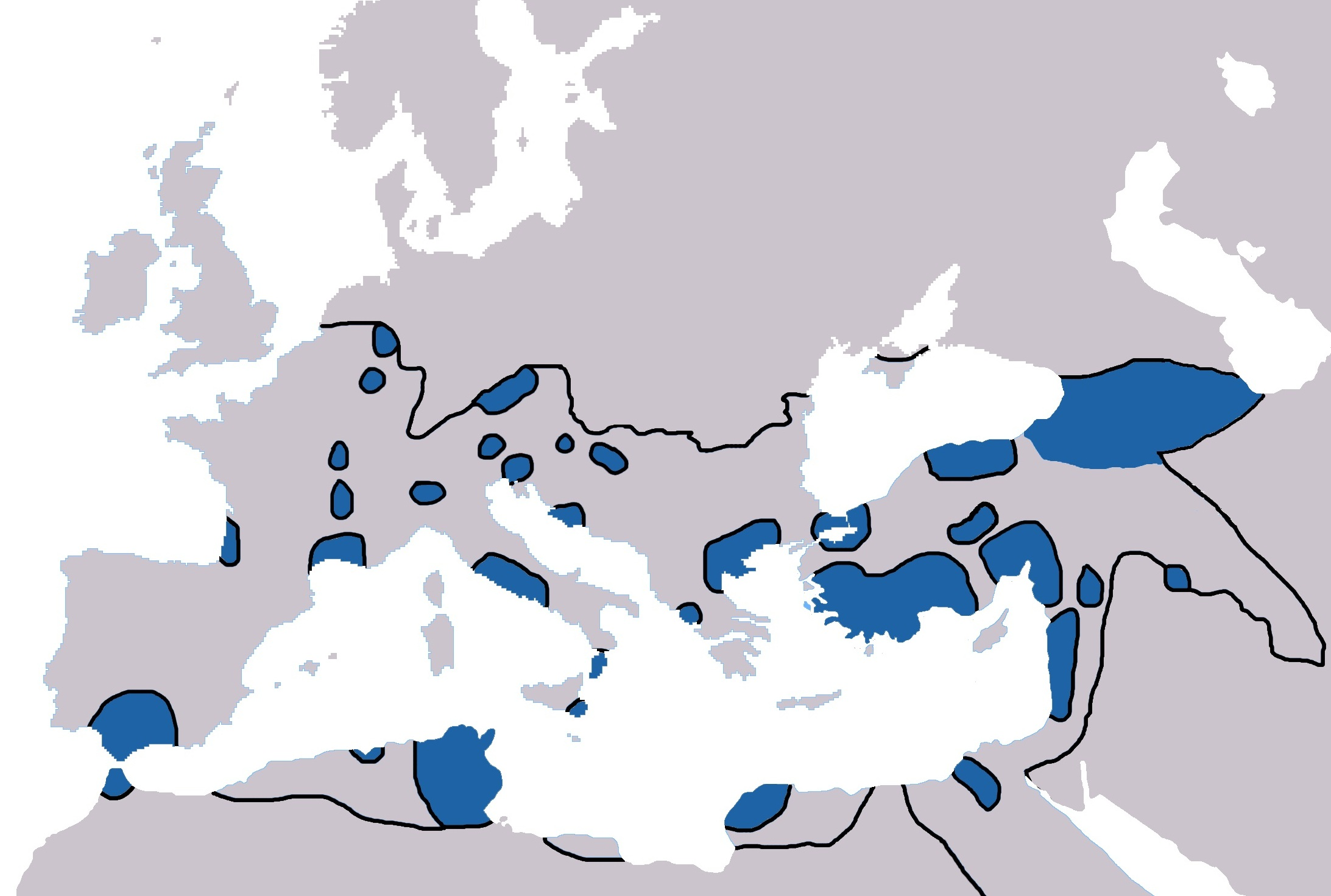
Difusión del cristianismo en el Imperio romano hacia el año 300.

A lo largo del siglo III el cristianismo siguió expandiéndose en el Imperio romano pero no se tienen datos sobre el número de cristianos, por lo que los historiadores no han llegado a un consenso sobre cuál fue su alcance. Según Ramón Teja el cristianismo a lo largo del siglo se fue convirtiendo «en una religión de masas y en muchas ciudades orientales comienza a ser mayoritaria». Por el contrario, Claire Sotinel, partiendo de una estimación de que los cristianos a finales del siglo constituirían entre un 5 % y un 10 % de la población del Imperio, considera que el cristianismo seguía siendo una religión «muy minoritaria y mal aceptada por la sociedad romana». Peter Brown, por su parte, reconoce que «era un grupo minoritario», pero señala que estaba muy extendido en las ciudades. Según Brown, la difusión del cristianismo «en el siglo III fue impresionante por lo totalmente inesperada. De repente, la Iglesia cristiana se transformó en una fuerza con la que había que contar en las ciudades mediterráneas... Hacia el año 300 los obispos cristianos habían llegado a formar parte del paisaje de la mayoría de las ciudades». Según este historiador el cristianismo no se convertiría en una «religión de masas» hasta principios del siglo V y en el Imperio romano de Oriente. Por otro lado, Claire Sotinel ha destacado como «característica profundamente original» del cristianismo el «haberse desarrollado durante más de dos siglos al margen de toda estructura política... Sus discípulos [de Jesús] difundieron su mensaje y se constituyeron en comunidades sin emprender la conversión de príncipes o del emperador (lo que no excluye que los cristianos hayan aspirado a ello como los autores de algunas apologías a los emperadores)».
Tampoco existe un acuerdo generalizado entre los historiadores sobre las causas de la expansión del cristianismo. Diversos autores cristianos apuntaron en su tiempo diversas causas desde una perspectiva religiosa, como la providencialista de Eusebio de Cesarea (la difusión del cristianismo es el fruto de la voluntad de Dios) o de la apología cristiana, basada en la supuesta superioridad el cristianismo sobre el resto de las religiones. Algunos historiadores ha señalado como causa principal la grave crisis que vivió el Imperio romano en el siglo III. Según Ramón Teja, la crisis provocó «el hundimiento de la escala de valores en que se basaba la cultura greco-romana» lo que proporcionó «un ambiente favorable a la difusión de nuevas religiones, que prometen, frente a los males de este mundo, una salvación y una vida feliz ultraterrena». J.M. Santero y F. Gascó sostienen una tesis similar: «Su carácter novedoso se avenía a las transformaciones económicas, sociales y políticas que tuvieron lugar en el Imperio desde finales del siglo II y durante el siglo III. Doctrina de renuncias, como por entonces era el cristianismo, alcanzaba una mayor resonancia cuando las renuncias se deducían del propio contexto y cuando ofrecía una vida en el más allá con la que se prometía compensar las efectivas miserias terrenales de la época». Claire Sotinel considera, por el contrario, que esta tesis ha sido superada por las investigaciones más recientes: «Ya no se cree hoy, como a mediados del siglo XX, que el paganismo estaba moribundo y que el cristianismo ha venido a llenar una vacío existencial de la civilización mediterránea porque los historiadores han mostrado la vitalidad de la vida religiosa en el mundo greco-romano, descubrimiento confirmado por todos los estudios en la materia».
Peter Brown coincide con Sotinel en su valoración de que el paganismo en el siglo III no estaba moribundo, pero ha señalado que desde finales del siglo anterior en el mundo greco-romano se estaba viviendo una «revolución espiritual», «plena de angustias», que condujo a dos tipos de respuestas: «Muchos intentaron la reinterpretación de su religión ancestral; unos pocos consumaron "el divorcio de los modos del pasado" haciéndose cristianos». Así, cuando en 284 subió al trono Diocleciano poniendo fin a la anarquía militar de los cincuenta años anteriores «existían dos grupos que pretendían ser los representantes de la civilización romana: la tradicional clase pagana gobernante, cuya vitalidad y elevado nivel se habían manifestado en el resurgimiento y la expansión de la filosofía platónica a finales del siglo III, corría el peligro de verse desplazada por la nueva cultura de nivel medio de los obispos cristianos, cuyo poder organizativo y adaptabilidad se habían confirmado apodícticamente en las generaciones anteriores». «De ser una secta orientada o al margen de la civilización romana, el cristianismo se había transformado en una institución preparada para asimilar a toda la sociedad».
Por su parte Paul Veyne ha subrayado el enorme cambio personal que suponía convertirse al cristianismo debido a las grandes diferencias que existían entre este y el paganismo: «El paganismo no era más que una religión; el cristianismo era además una creencia, una espiritualidad, una moral y una metafísica, todo ello bajo una autoridad eclesiástica. Ocupaba todo el espacio. Para un pagano, las relaciones de un individuo o de una colectividad con los dioses formaban un ámbito importante, el más importante sin duda, o el más revelador, pero no el único. [...] La religión pagana no lo abarcaba todo, mientras que la religión de Cristo domina todos los aspectos de la vida, puesto que la vida entera está orientada hacia Dios y sometida a su Ley».

### La «Gran Iglesia»: la Iglesia «universal» (católica)
Desde el fin del siglo II a la corriente cristiana mayoritaria («ortodoxa»; opuesta a los movimientos «heréticos») se la comenzó a denominar la «Gran Iglesia». Se define a sí misma como «universal» (católica, en griego). La primera mención de este carácter católico («universal») de la Iglesia cristiana la hizo hacia 115 el obispo Ignacio de Antioquía en una carta pastoral que envió a los cristianos de Esmirna y en la que identificaba la «catolicidad» con el «cristianismo», un neologismo del que también fue el autor —compuesto sobre el modelo del término judaísmo—. El término fue utilizado con frecuencia a partir de entonces, especialmente a partir del siglo III. En 250 un mártir cristiano reivindicó en Esmirna su pertenencia a la Iglesia «católica» cuando fue interrogado por un juez, con el fin de distinguirse de otros movimientos sectarios. En 268 un grupo de obispos reunidos en Antioquía emplearon en un documento la palabra «católico» en el sentido geográfico de la «Iglesia que está bajo el cielo», en toda su extensión, y también en el sentido local de «Iglesia católica de Antioquía», por oposición a otras comunidades cristianas de la ciudad.

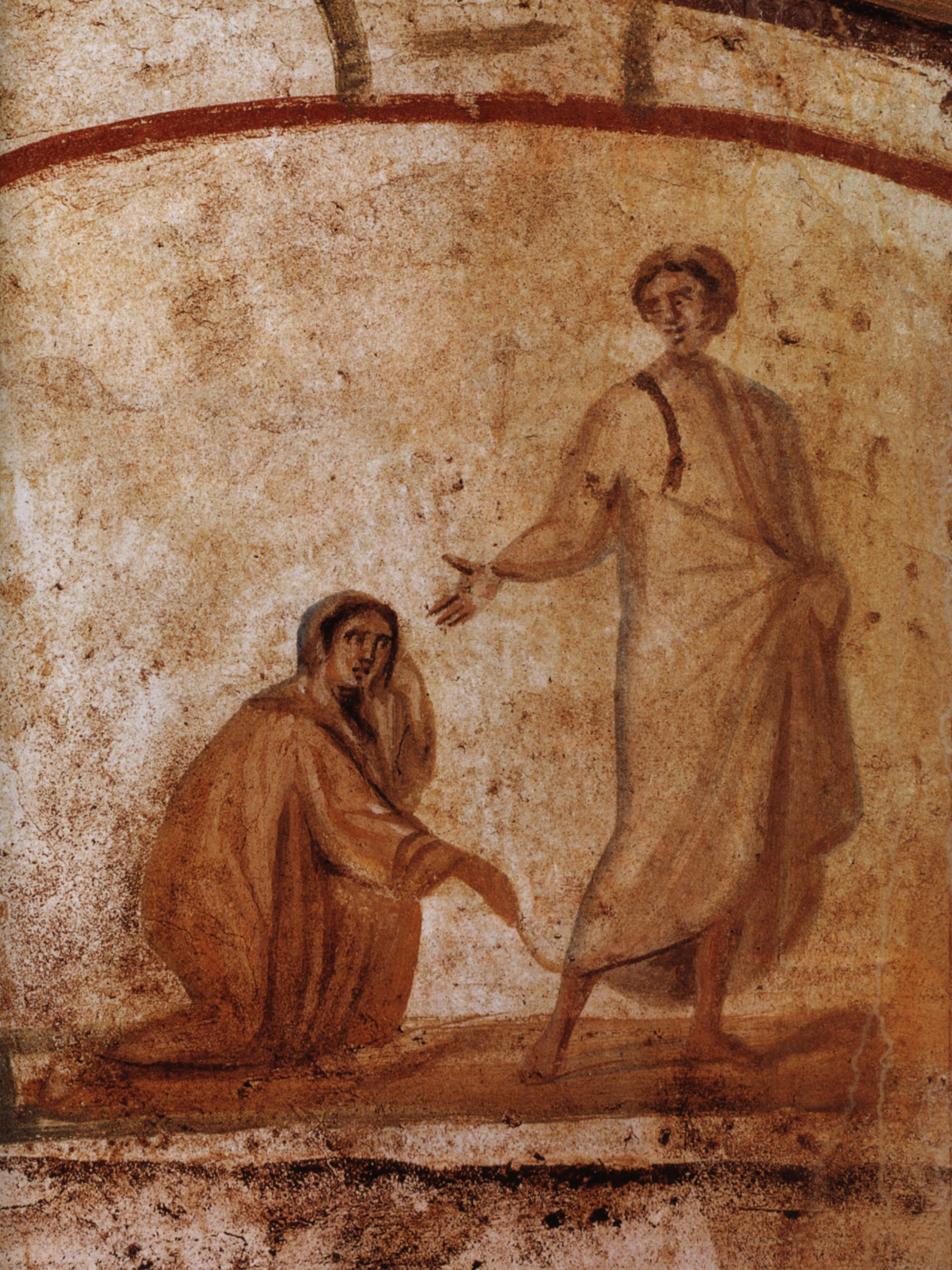
Cristo curando a una mujer sangrando (Catacumbas de Marcelino y Pedro de Roma,).

«Ninguna comunidad cristiana se consideró nunca a sí misma como una célula aislada de los demás», ha señalado José Fernández Ubiña. «La aspiración a la unidad perfecta de todos los cristianos» estuvo presente desde los inicios del cristianismo, ha indicado, por su parte, Claire Sotinel. Así lo prueba la acogida fraternal que las Iglesias dispensaban a los cristianos de otras comunidades y, sobre todo, la intensa relación epistolar que mantuvieron entre todas ellas. Hay que tener presente que las cartas no eran privadas sino que en su mayoría eran documentos abiertos que se leían públicamente y se comentaban en las reuniones litúrgicas, y a menudo eran copiadas y reenviadas a otras Iglesias. A partir de finales del siglo II a los viajes y a la correspondencia se sumaron los concilios, reuniones de obispos de una determinada región o «provincia».
Los más antiguos de los concilios o sínodos de que se tienen noticia —dejando aparte el llamado Concilio de Jerusalén del año 59— reunieron a varias Iglesias de Asia Menor y en ellos fundamentalmente se abordaron los problemas planteados por los montanistas, aunque el territorio donde se celebraron con más frecuencia, ya en el siglo III, fue en el norte de África con los concilios de Cartago. En ellos se trató sobre todo de la cuestión de la posible reintegración en sus Iglesias de los lapsi (aquellos cristianos 'caídos' que habían apostatado para evitar ser represaliados, especialmente durante las persecuciones de Decio y de Valentiniano). También se celebraron concilios «provinciales» en Alejandría, en Antioquía, en Roma y en otras ciudades del Imperio. Solo en uno de ellos se recurrió a la autoridad política, el emperador Aureliano, para que se cumpliera lo acordado: la destitución en 268 del obispo Pablo de Samosata por sus ideas monarquianas y por su comportamiento calificado como inmoral y prepotente.

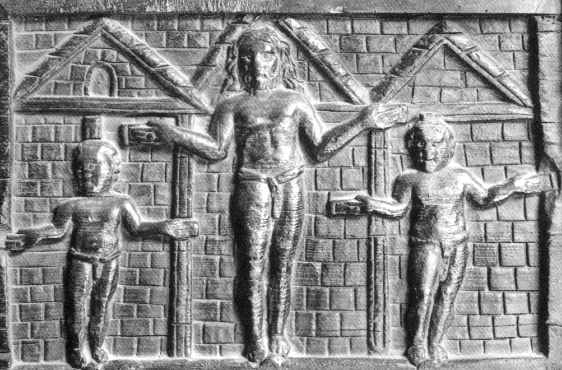
Representación de la Crucifixión en la puerta de madera de la basílica de Santa Sabina (Roma, principios del). Se suele considerar como la representación más antigua que se ha conservado de la Crucifixión de Cristo. En ella la madera de la cruz está representada sólo de modo alusivo. Cristo aparece con los brazos extendidos a derecha e izquierda del cuerpo. Como ha señalado Paul Veyne, en el cristianismo primitivo «la Cruz era símbolo no de suplicio, sino de victoria, tropaeum Passionis, triumphalem crucem [‘la cruz triunfal, trofeo de la Pasión’, Prudencio]. No se tenía continuamente ante los ojos la Pasión y la muerte de Cristo. No era la víctima expiatoria, el sacrificio del Crucificado en el Calvario lo que provocaba conversiones, sino el triunfo del Resucitado sobre la muerte».

Como en ocasiones también asistían obispos y clérigos de «provincias» cercanas, o más lejanas porque estaban de paso, los concilios «no sólo fortalecieron la cohesión doctrinal y disciplinaria de las Iglesias locales, sino que contribuyeron a despertar su conciencia de pertenecer a una Iglesia católica, es decir, universal». Sin embargo, Claire Sotinel ha advertido que esto no quiere decir que existiera una «organización comunitaria "universal"», al menos hasta el siglo IV e incluso entonces «el motor principal de la unidad de las Iglesias en el imperio era... el poder imperial, el único competente para reunir concilios ecuménicos (otra palabra para "universal")». José Fernández Ubiña ha subrayado que «la llamada gran Iglesia es todavía una institución abierta» «como lo muestra la pluralidad de corrientes que perviven en su seno y la fuerte personalidad de muchas Iglesias locales que, junto a Roma, mantuvieron intactas sus propias señas de identidad, como el caso de Lyon, Antioquía, Edesa, Cartago o Alejandría». El obispo Cipriano en el concilio de Cartago de 256 advirtió a los presentes que nadie era superior a los demás, ni podía arrogarse el título de «obispos de obispos». De hecho la denominación de papa se aplicó no solo al obispo de Roma sino a los de otras sedes.
A finales del siglo II y durante el III algunos obispos de Roma pretendieron establecer el primado de su sede sobre el resto de las Iglesias, basándose en el hecho de que Roma era la capital del Imperio y de que su iglesia había sido fundada, según decían, por los apóstoles Pedro y Pablo, «cosa históricamente incierta», según José Fernández Ubiña (de hecho presentaban a Pedro como el primer obispo de Roma, «lo cual resulta aún más anacrónico», según Fernández Ubiña). Desde luego, según este mismo historiador, «nada prueba que en los siglos I y II se le reconociera [a la iglesia de Roma] un rango o autoridad superior a otras Iglesias... Eran muchas las que podían enorgullecerse de haber sido fundadas por Pablo o por otros apóstoles». «Las diferencias entre ellas eran aceptadas porque no había una pauta única, ni menos aún sacralizada». Fernández Ubiña aporta como prueba la controversia que mantuvieron a mediados del siglo II el obispo de Roma Aniceto y Policarpo de Esmirna sobre el día de celebración de la Pascua en la que no se llegó a ningún acuerdo y «ambos se separaron en paz» (la mayoría de las Iglesias de Asia la conmemoraban, siguiendo el calendario hebreo, el día 14 de Nisán, por lo que eran llamados cuartodecimanos, mientras que las de Occidente o no la observaban o la celebraban el domingo siguiente).
El primer obispo de Roma que intentó imponer la liturgia y los usos de su iglesia sobre el resto fue Víctor (189-199) pero fracasó ya que no consiguió que se declarara como fecha de la Pascua el domingo siguiente al 14 de Nisán, como era costumbre en las Iglesias occidentales. Llegó a amenazar con la excomunión a los cuartodecimanos, mayoritarios en las orientales, lo que fue muy criticado por Ireneo de Lyón, quien reconoció el derecho de estos a seguir sus propias tradiciones, y ello a pesar de que él mismo reconocía una cierta preeminencia a la iglesia de Roma, aunque de orden exclusivamente espiritual.
El intento más decidido para imponer la doctrina y los usos romanos a otras Iglesias, en este caso a las del norte de África, lo protagonizó el obispo Esteban I. Este se opuso a la decisión del concilio de Cartago de 256, presidido por el obispo Cipriano, de negar validez al bautismo administrado por herejes. Esteban defendía que no era necesario que se bautizaran de nuevo para reintegrarlos a la iglesia y que bastaría con una imposición de manos. Para intentar imponer su criterio Esteban defendió la supuesta preeminencia eclesiástica y jurídica de Roma, interpretando a su modo el tratado De unitate escrito por el propio obispo Cipriano, quien se opuso frontalmente a su pretensión. Cipriano contó con el apoyo de otros obispos, en particular de Firmiliano de Cesarea quien le envió una carta en la que se identificaba con la doctrina aprobada por el concilio de Cartago, además de criticar con dureza los argumentos esgrimidos por Esteban para sostener la supuesta posición hegemónica de Roma.

### Las persecuciones generalizadas de los cristianos (y el culto a los mártires)

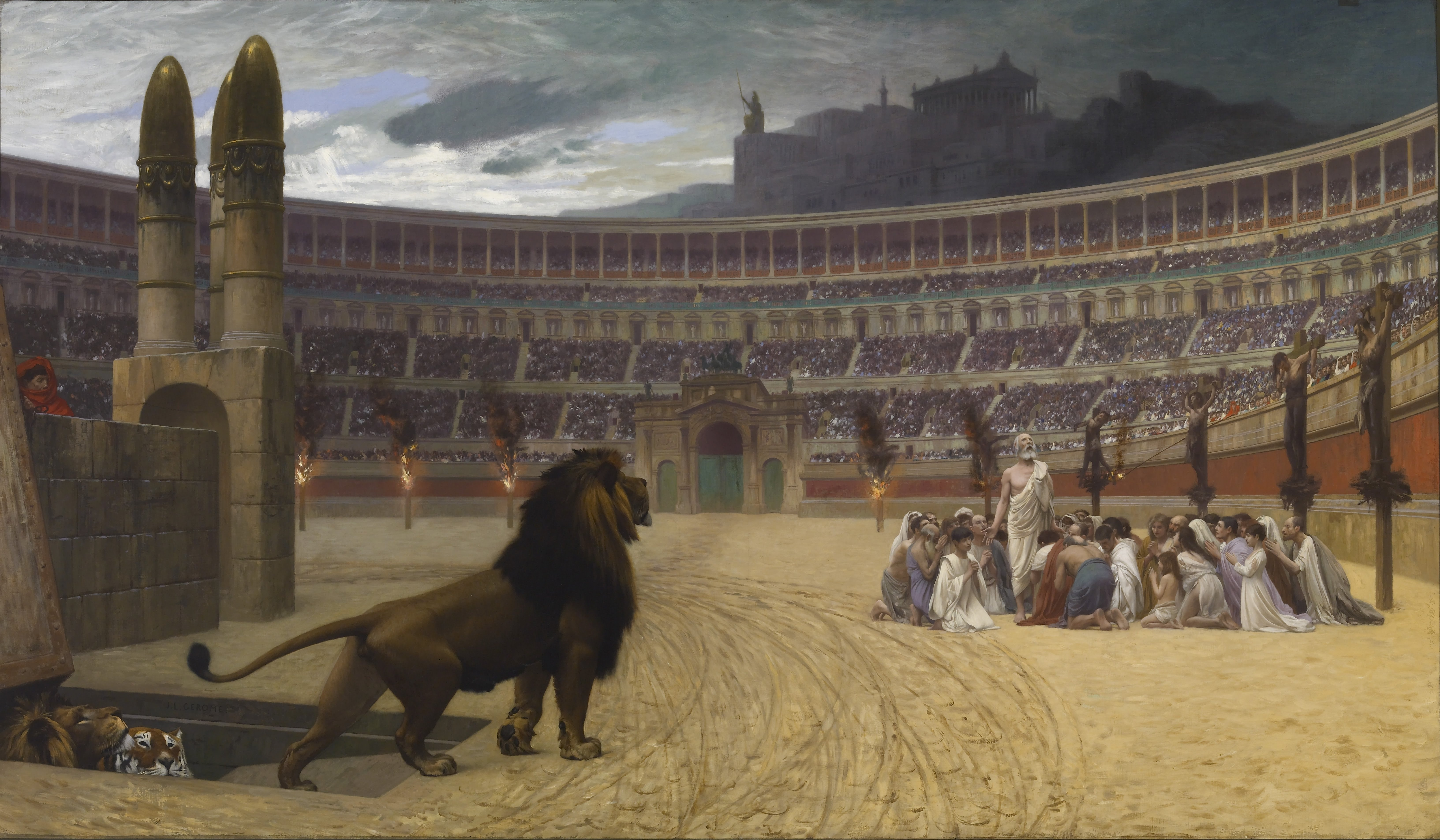
La última plegaria (1883) del pintor francés Jean-Léon Gérôme. Muestra la imagen tradicional acuñada en el sobre la persecución a los cristianos en el Imperio romano. Gérôme sitúa la escena en el Circo Máximo (aparece la spina a la izquierda y las marcas de ruedas en la arena), pero las gradas y las trampillas para los animales salvajes corresponden al Coliseo. Se presenta a los cristianos como un grupo sólidamente unido en su fe, encabezados por un anciano. En segundo plano hay otro grupo de mártires crucificados ardiendo o a punto de ser quemados. Esto último está tomado del relato de Tácito de la persecución de Nerón del año 64: «A su aniquilación se unía también el escarnio: cubiertos por pieles de fieras morían desgarrados por los perros o bien, clavados en cruces, eran quemados al declinar el día a la manera de antorchas nocturnas».

Hasta mediados del siglo III en que tuvo lugar la primera persecución generalizada de los cristianos —la persecución de Nerón del año 64 había sido un hecho aislado— la política seguida por los emperadores romanos se regía por el rescripto de Trajano de principios del siglo II que establecía la norma de condenar a los cristianos si eran denunciados (no de forma anónima y nunca perseguidos de oficio) y se reafirmaban en su fe y de perdonar a los que lo negaban, una postura cuya ambigüedad fue denunciada más tarde por Tertuliano: «establece que no hay que buscarlos, como si fuesen inocentes, pero los manda castigar como si fuesen criminales. Perdona y criminaliza a un tiempo, cierra los ojos y castiga al mismo tiempo». A principios del siglo IV el historiador cristiano Eusebio de Cesarea también señaló los resquicios que dejó la norma para que actuaran «los que querían hacernos mal».

Gracias a esto [el rescripto de Trajano] se extinguió en cierto modo la persecución, que amenazaba afectar terriblemente, mas no por eso faltaron pretextos a los que querían hacernos mal. Unas veces eran las poblaciones, otras las mismas autoridades locales las que preparaban las acechanzas contra nosotros, de manera que, aun sin persecuciones manifiestas, se encendieron focos parciales, según las provincias, y gran número de creyentes combatieron en diversos géneros de martirio.

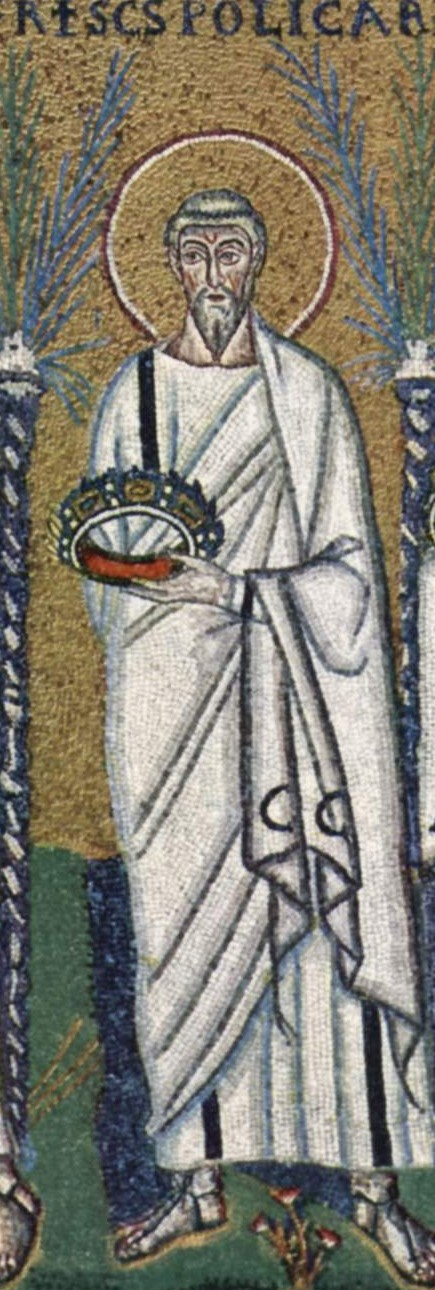
Mosaico de la basílica de San Apolinar el Nuevo (principios del) que representa al obispo Policarpo de Esmirna con los atributos del martirio (corona, palma, lirios). Fue ejecutado en 156.

En efecto, como ha señalado Ramón Teja, hasta el 250 el «el cristianismo no fue prohibido por ninguna disposición legal de tipo general, pero los cristianos vivían en una situación incómoda e insegura». «La amenaza para la vida de los cristianos era muy real», ha señalado Candida Moss. «Las acciones locales, que podían ser bastante severas, podían producirse en cualquier momento», ha apuntado Paul Middleton. Especialmente a partir de la segunda mitad del siglo II los cristianos tuvieron que sufrir actuaciones de algunas autoridades provinciales y locales que respondían a las denuncias presentadas contra los cristianos, movidas por el creciente sentimiento popular anticristiano que se fue extendiendo en muchas ciudades del Imperio y que en alguna ocasión dio lugar a estallidos de violencia como en Lyon, Cartago o Alejandría. También en alguna ocasión como resultado de «provocaciones de algunos cristianos ansiosos de alcanzar el martirio», según Ramón Teja. Así durante este tiempo, como ha indicado Teja, «el tema cristiano fue más un problema de orden público y de policía que un problema político».
Aunque durante el reinado de Marco Aurelio (161-180) volvieron a producirse ataques contra los cristianos (martirio de Justino y sus compañeros en 165, el proceso contra los mártires de Lyon y otros casos en Asia Menor y Grecia), que algunos historiadores atribuyen al propio emperador (ante quien se quejó el propio Justino antes de morir porque los cristianos eran arrestados y condenados a muerte «por su nombre», y no por la maldad de sus actos), el primer emperador que al parecer comenzó a considerar a los cristianos como una amenaza a su autoridad fue Septimio Severo, lo que explicaría que en 202 promulgara un decreto para frenar el proselitismo cristiano (y judío). En aplicación del mismo muchos centros de culto y escuelas cristianas fueron cerradas y se produjo un incremento del número de mártires, sobre todo en Oriente y en el norte de África. Sin embargo, los sucesores de Septimio Severo, con la excepción de Maximino el Tracio (235-238), se mostraron tolerantes, en especial Alejandro Severo (222-235), e incluso uno de ellos, Filipo el Árabe (244-249), fue abiertamente filocristiano (si es que no llegó a convertirse). Esta tolerancia abierta favoreció la consolidación de las iglesias cristianas más importantes como las de Roma, Cartago y Alejandría, y la expansión de sus áreas de influencia.
La situación cambió radicalmente con el emperador Decio, el inmediato sucesor de Filipo el Árabe. En 250 decretó la primera persecución generalizada de los cristianos —los culpó de causar la peste con su ritos de magia negra—, a la que siguió la decretada por Valeriano en 257 dirigida específicamente contra el clero cristiano. En ambos casos se trató de obligar a los cristianos a cumplir con los rituales públicos del culto al emperador y del culto a los dioses romanos tradicionales. Fueron muchos los cristianos que se negaron y sufrieron por ello el martirio, aunque también fueron muchos los que cedieron. Le siguió una nueva etapa de tolerancia religiosa (aunque el cristianismo siguió sin ser considerado religio licita) durante la cual se produjo una división en el seno de las comunidades cristianas sobre la cuestión de si debían volver a ser admitidos en su seno a aquellos que habían apostatado (lapsi, 'caídos') aunque lo hubieran hecho solo para salvar sus vidas y hubieran mantenido su fe. El conflicto más agudo se planteó en la provincia del África proconsular, dando lugar al donatismo, que sería declarado «herético» y cuyo antecedente más inmediato fue el novacianismo.
A principios del siglo IV tuvo lugar la «Gran Persecución» ordenada por el emperador Diocleciano en 303 y agravada en sucesivos decretos. Fue la persecución más cruenta y duradera que sufrieron los cristianos durante el Imperio romano y se enmarca en la política de este emperador de reestructurar y consolidar las bases políticas del Imperio mediante el sistema de la Tetrarquía —poniendo fin a los turbulentos años de la Anarquía militar (235-284)— y que estuvo acompañada de un intento de restauración del culto tradicional romano. Tras la abdicación de Diocleciano en 305 la persecución se suavizó en Occidente bajo el reinado de Constancio Cloro pero continuó en Oriente bajo Galerio, hasta que este en 311, en su lecho de muerte, promulgó un edicto de tolerancia que acabó con la persecución. Sería confirmado por el «Edicto de Milán» de 313. Finalmente la conversión al cristianismo del emperador Constantino el Grande, hijo de Constancio Cloro, «cambió completamente el rumbo de la historia de Roma y del cristianismo». Con él el cristianismo pasó a ser la religión protegida por el Estado hasta que bajo Teodosio (Edicto de Tesalónica de 380) se convirtió en la religión oficial del Imperio romano.
El culto a los mártires y la literatura martirial

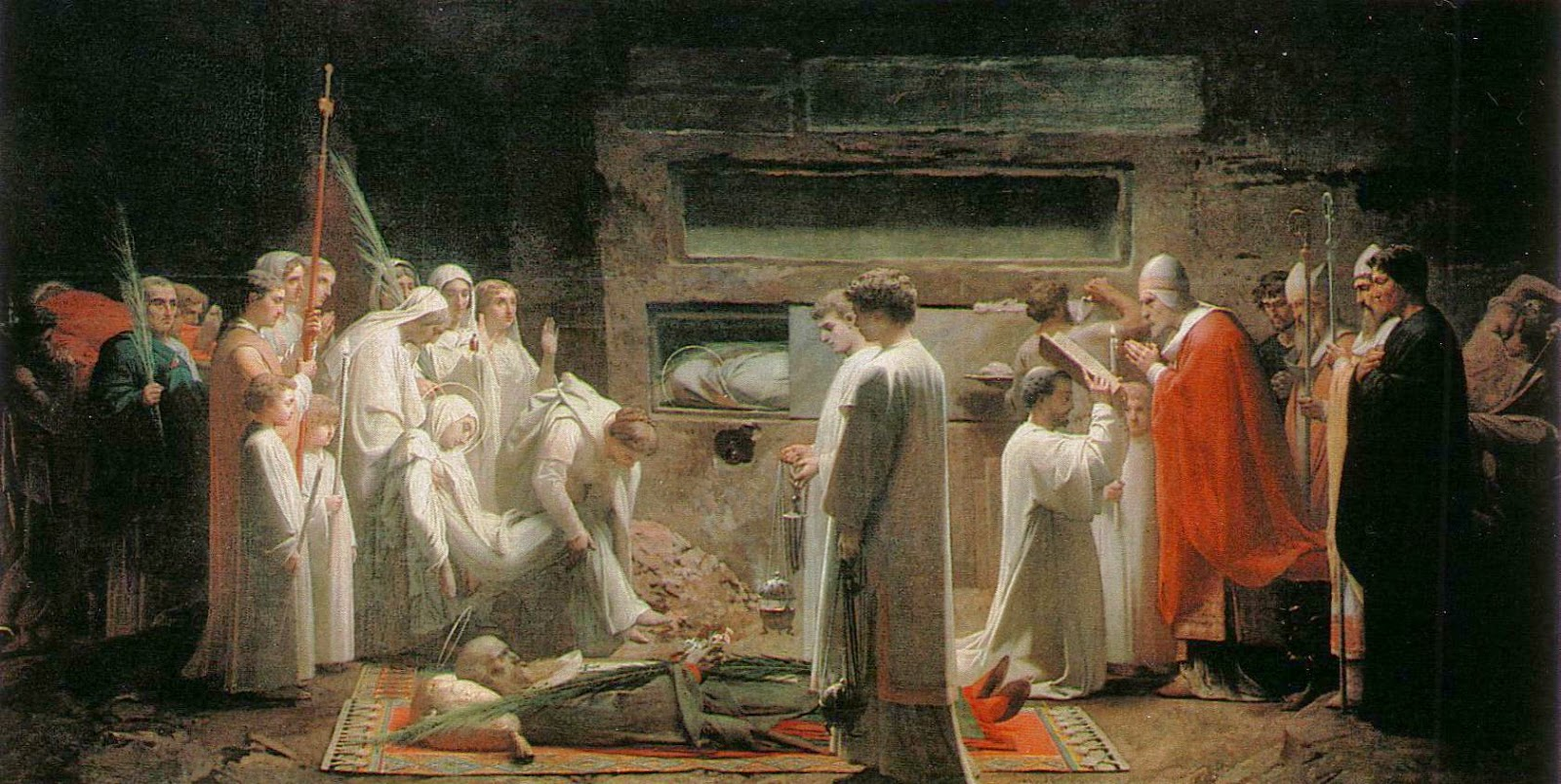
Cuadro histórico del del pintor francés Jules Eugène Lenepveu que representa el entierro de mártires en las catacumbas de Roma (óleo sobre tela, 1855).

La primera mención al culto a los mártires, en concreto al martirio de Policarpo, obispo de Esmirna, ocurrido entre el 156 y el 157, se encuentra en la Epístola de la iglesia de Esmirna a la iglesia de Filomelio de Ignacio de Antioquía. A partir de entonces el culto a los mártires se difundió ampliamente conforme se fue extendiendo la creencia en su poder de intercesión ante Dios —sus tumbas, generalmente situadas en las catacumbas, se convirtieron en lugares de peregrinación—. Como ha señalado Catherine Salles, «el acto de ruptura más espectacular de la contestación cristiana es la exaltación del martirio. El ajusticiado, por un suplicio infamante llevado a cabo ante los ojos de la multitud, se identifica con Jesús y sus sufrimientos. El mártir "testimonia" (este es el sentido de la palabra griega marturos) su fe en el misterio de salvación eterna prometido por Jesús». El mártir es así considerado como una especie de «segundo Cristo», apunta Paul Middleton.
El culto estuvo acompañado de una abundante literatura martirial, que nació del deseo de dar testimonio del heroísmo de los cristianos que habían muerto por su fe, y que se desarrolló en dos géneros diferentes: las Actas de los Mártires y las Pasiones o Gesta (Martyria, en griego). Las Actas intentaban reproducir el proceso judicial al que era sometido el cristiano hasta llegar al martirio (se podían inspirar en los documentos oficiales romanos pero no eran una copia de ellos); las Pasiones o Gesta se centraban en la narración de las torturas y la muerte de los mártires. Sin embargo, la mayoría de estos escritos son muy posteriores a los hechos que relatan y su validez histórica es muy dudosa, por lo que habría que calificarlos más bien como leyendas y encuadrarlos en el ámbito de la hagiografía. El texto reconocido como verdadero más antiguo de Actas que se ha conservado es de Los mártires escilitanos (la narración de los interrogatorios y torturas sufridos por unos cristianos de la localidad de Escili, en la provincia romana de Numidia, condenados y ejecutados en 180). Otros textos antiguos destacados, también considerados auténticos, son el Martirio de Policarpo y la carta reproducida por Eusebio de Cesarea en la que se narran los interrogatorios, tortura y muerte de los Mártires de Lyon en 177.
Este tipo de escritos, que alcanzaron una gran difusión entre las iglesias cristianas, sirvieron eficazmente para difundir y consolidar la nueva fe. El apologeta cristiano Tertuliano se hizo eco del enorme impacto popular de los martirios, acrecentando el número de creyentes, cuando escribió: «la sangre de los mártires fue semilla de cristianos». Sin embargo, es en el siglo IV cuando «se extiende y se populariza de forma extraordinaria el culto a los mártires», «con la institucionalización del calendario litúrgico y de las celebraciones rituales, el aumento de las predicaciones y el desarrollo de la iconografía cristiana, además de las numerosas leyendas hagiográficas que se fueron componiendo al respecto».

### La apologética cristiana: Tertuliano y Orígenes
Tertuliano y Orígenes están considerados como los apologetas cristianos más importantes del siglo III y probablemente de toda la Antigüedad. Ambos se ocuparon del tema de la «trinidad», un término griego (triás) introducido por el apologeta Teófilo de Antioquía en 170 para referirse a la unión de las tres hipóstasis divinas (Dios Padre, el Logos (Dios Hijo) y la Sabiduraía divina). La única referencia evangélica a la «trinidad» se encuentra al final del Evangelio de Mateo: «Id y haced discípulos de todas las naciones y bautizados para consagrarlos al Padre y al Hijo y al Espíritu Santo». Sin embargo, Jesús Mosterín sostiene que «se trata de algo burdamente añadido en las revisiones posteriores del texto» porque «en la predicación de Jesús no aparece otra idea de Dios distinta de la judía tradicional» que «siempre ha mantenido la unicidad de Dios» (en el Deuteronomio se dice: «Escucha, Israel: el Señor, nuestro Dios, es solamente uno»).

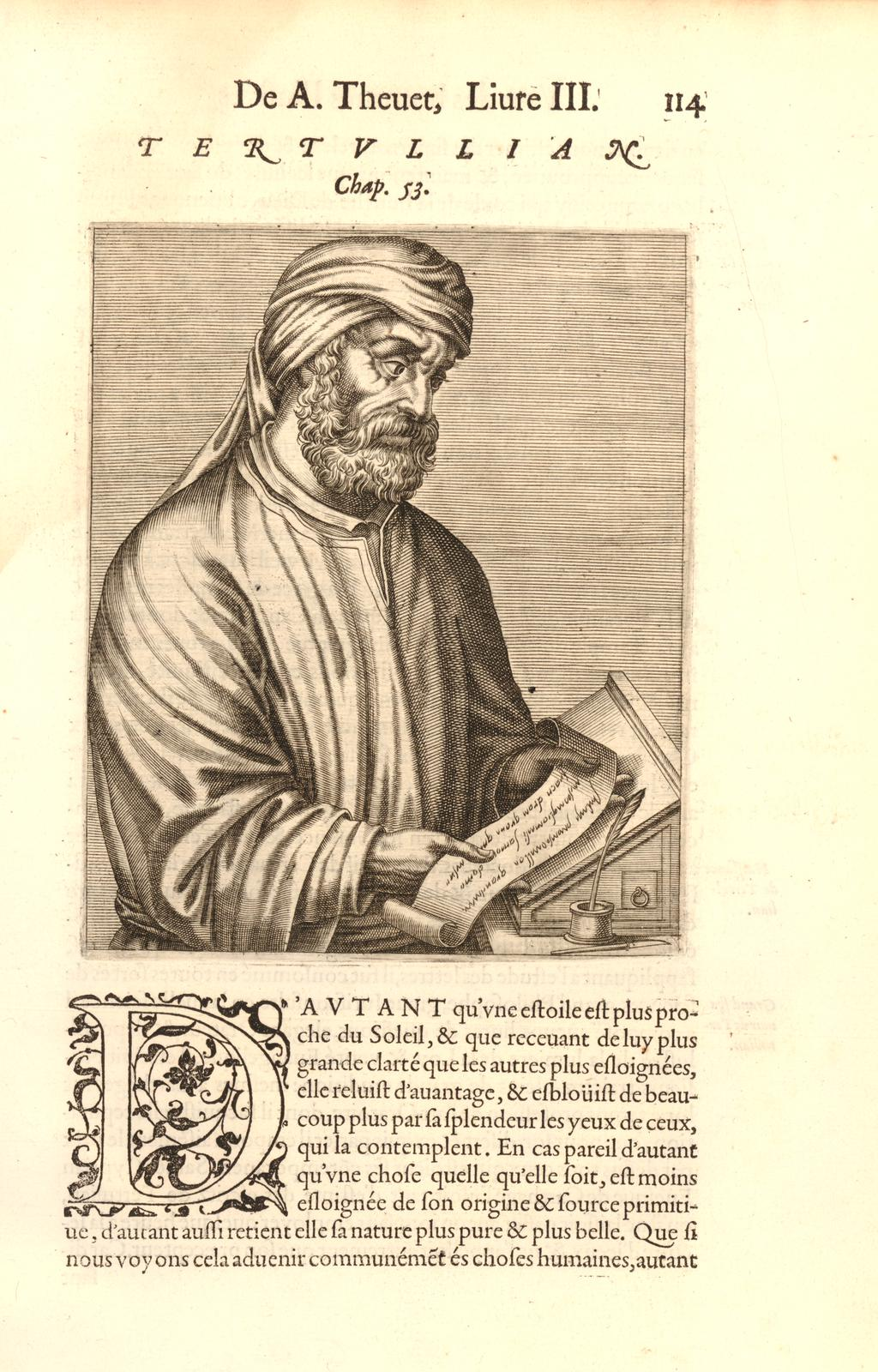
Retrato imaginario de Tertuliano incluido en el libro Les vrais pourtraits et vies des hommes illustres publicado en París en 1584.

Tertuliano (155-230), «el mayor apologeta de Occidente», se convirtió al cristianismo a una edad muy avanzada, a los cuarenta y cuatro años, y fue presbítero de la iglesia de Cartago, aunque la acabaría abandonando al considerarla poco acorde con su concepción rigorista del cristianismo para derivar hacia el montanismo (aunque finalmente también se apartó de él para fundar su propia secta). Tertuliano rechazaba de plano la filosofía griega, que conocía bien, porque consideraba que «todas las herejías en último término tienen su origen» en ella. «Es el miserable Aristóteles el que les ha instruido en la dialéctica... siempre dispuesta a reexaminarlo todo, porque jamás admite que algo esté suficientemente probado. [...] Quédese para Atenas esta sabiduría humana y adulteradora de la verdad... No tenemos necesidad de curiosear, una vez vino Jesucristo, ni hemos de investigar después del Evangelio. Creemos, y no deseamos nada más allá de la fe», escribió en De Praescriptione haereticorum. Además criticó con extrema vehemencia los espectáculos romanos (las carreras de carros, los combates de gladiadores, las obras de teatro, las competiciones deportivas) porque derivaban en la idolatría y agitaban los ánimos (se regocija de que los comediantes, los atletas, los aurigas, los gladiadores, los autores de obras de teatro, etc. arderán todos ellos «en la oscuridad más profunda»).
Tertuliano, considerado como el creador de la teología en latín, fue el primer autor que desarrolló la doctrina de la «trinidad» que se acabará imponiendo en el siglo siguiente aunque con alguna diferencia. Considera a Cristo el Logos de Dios y por tanto Dios, pero no lo sitúa exactamente al mismo nivel que el Padre porque no es coeterno, comenzó a existir solo cuando este lo engendró («Hubo un tiempo en el que ni el pecado existía frente a Él, ni tampoco el Hijo; el primero lo constituyó de Señor en Juez y el último en Padre», escribió en Adversus Hermogenem). A pesar de estos matices Tertuliano sentó las bases de la doctrina trinitaria además de ser el primero en usar la palabra latina trinitas (trinidad). Para Tertuliano la «Trinidad» es la unión de tres personas distintas (el Padre, el Hijo y el Espíritu Santo) en una única sustancia o esencia o entidad: tres pesonae, una substantia (en griego, tres hypostáseis, homooúsios). «Los tres son uno, por el hecho de que los tres proceden de uno, por unidad de esencia», escribió en Adversus Praxeam, una obra dedicada a refutar el modalismo, doctrina defendida por Práxeas que afirmaba que el Padre y el Hijo y el Espíritu Santo eran tres modos diferentes de presentarse Dios. Según Tertuliano, Dios es uno y trino a la vez. En cuanto al Hijo afirmó que en él había una sola persona, pero dos esencias o substancias: la divina y la humana.

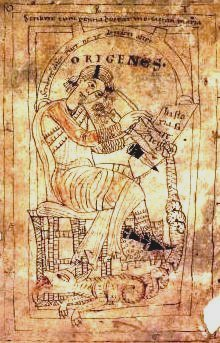
Orígenes en su escritorio (miniatura de un manuscrito del).

Orígenes (c. 185-254) nació en el seno de una familia cristiana (su padre murió mártir durante la persecución de 202, bajo el emperador Septimio Severo). Siendo joven se emasculó siguiendo la perícopa de Mt 19:12. Sucedió a su maestro Clemente, «el primer intelectual cristiano», al frente de la famosa Escuela catequística de Alejandría (Didaskaleion), en la que no sólo se enseñaba la doctrina y la moral cristianas sino también disciplinas científicas y filosóficas. Su profundo interés por la Biblia y por descubrir el significado auténtico de sus textos le llevó a editar la Hexapla, una edición en seis columnas paralelas del texto hebreo original acompañado de una transliteración al alfabeto griego y de cuatro traducciones distintas a esa misma lengua, una de ellas la Septuaginta. Entre sus numerosísimas obras —escritas gracias a que pudo contar con un numeroso grupo de ayudantes, entre «taquígrafos», escribanos, correctores y copistas— se encuentra De Principis ('Sobre los primeros principios'), considerada el primer tratado sistemático de teología cristiana (en griego), y la obra apologética Contra Celso (Katà Kélsou), «la obra cumbre de la apologética cristiana», según Ramón Teja. Fue expulsado de Alejandría acusado de «herejía» por el obispo Demetrio, entre otras razones por defender que los demonios también se salvarían, encontrando refugio en Cesarea de Palestina, donde había sido ordenado presbítero por su obispo. A pesar de todas estas vicisitudes Orígenes siguió atrayendo discípulos y se convirtió en el «sabio más erudito y admirado de la cristiandad, el primer teólogo profesional», según Jesús Mosterín.
Contrariamente a Tertuliano, Orígenes afirmó que el Hijo, y el Espíritu Santo, engendrados por el Padre, existían desde toda la eternidad, por lo que eran iguales, concepción de la Trinidad que sería la aceptada por la ortodoxia posterior establecida en el Concilio de Nicea de 325. También a diferencia de Tertuliano valorará positivamente las herramientas racionales que proporciona la filosofía para explicar el mensaje cristiano. En este sentido se ha afirmado que «la espiritualidad de Orígenes es intelectualista». Esto se refleja en su propuesta de cómo debía abordarse la «lectura» de la Biblia —consideró que debía ser interpretada alegóricamente, a partir de un cierto esfuerzo hermenéutico, para mostrar así el mensaje divino subyacente—. También en su concepción de que Dios es pura inteligencia y de que el alma es eterna, idea tomada de Platón —ya existía antes de nacer, unida a Dios, y seguirá existiendo después de morir, volviendo a unirse a Dios—. A diferencia de los gnósticos Orígenes no piensa que mundo material sea malo, sino un instrumento creado por Dios para ayudar a las almas caídas a limpiarse y acercarse de nuevo a Él. «Esta grandiosa concepción de Orígenes, en la que un Dios que es el Bien mismo acaba salvando a todas sus criaturas, incluso a los demonios, no fue apreciada por los cristianos más fanáticos y mediocres, que en vida lo envolvieron en continuas controversias y tras su muerte trataron de quemar o destruir todas sus obras, cosa que desgraciadamente casi consiguieron», ha afirmado Jesús Mosterín.
Orígenes, como otros muchos cristianos, se negó a cumplir el decreto del emperador Decio de 249 que obligaba a realizar un sacrificio a los dioses por la seguridad del Imperio. Fue encarcelado y cruelmente torturado, dejándolo inválido e incapacitado para cualquier actividad. Fue puesto en libertad lo que le privó de la condición de mártir. Sus últimos años de vida fueron una miserable, oscura y lenta agonía hasta que murió en 254. En el siglo VI el emperador bizantino Justiniano convocó el Segundo Concilio de Constantinopla que condenó todos sus escritos y se dio la orden de que fueran destruidos. «La ingente obra de Orígenes fue reducida a cenizas», ha señalado Mosterín.

### La «herejía» arriana
En la discusión sobre la «Trinidad» todos los participantes estaban de acuerdo en que tanto Dios Padre como Dios Hijo eran Dios. La discrepancia venía en torno a si ambos lo eran en el mismo sentido, constituyendo una misma sustancia (homooúsios), o lo eran solamente en un sentido meramente parecido, constituyendo sustancias semejantes (homoioúsios). El problema de fondo era resolver la cuestión de la naturaleza de Jesús/Cristo.
Arrio, presbítero de Alejandría, predicó que el Hijo (el Logos) estaba subordinado al Padre en cuanto que era una creación de éste (no era, pues, eterno) y por tanto no eran de la misma sustancia (no eran homooúsios). En 318 se enfrentó dialécticamente con su obispo Alejandro que defendía la posición contraria. Este convocó un sínodo de obispos de Egipto que condenó a Arrio como hereje, lo que no impidió que su posición teológica (conocida como arrianismo) alcanzara una gran difusión.

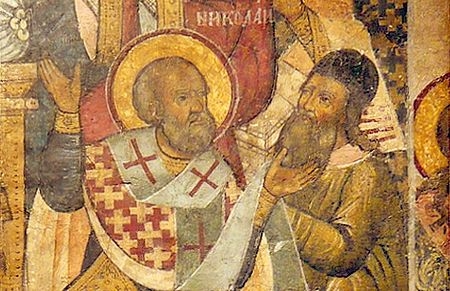
icono griego medieval que muestra el momento en que Nicolás de Mira abofetea a Arrio en el Concilio de Nicea (325).

Para intentar poner fin a la «disputa arriana» el emperador Constantino el Grande, convertido al cristianismo, convocó el Concilio de Nicea (325), al que asistieron tanto Arrio como Alejandro, este último acompañado de su joven secretario Atanasio. El sínodo resultó tumultuoso —Arrio fue agredido por Nicolás de Mira— y finalmente la doctrina de Arrio fue condenada como herejía y se aprobó que el Padre y el Hijo eran de la misma sustancia (eran homooúsios). Constantino ordenó el destierro de Arrio y la quema y destrucción de sus libros, incluida su obra principal Thalía. Sin embargo, el arrianismo no desapareció y el propio Constantino reconsideró su postura —probablemente influido por el obispo Eusebio de Nicomedia, valedor del arrianismo— y rehabilitó a Arrio (y al mismo tiempo desterró a Atanasio, quien, como nuevo obispo de Alejandría tras la muerte de Alejandro, se había convertido en el principal impugnador de la doctrina arriana). Arrio murió de forma súbita y horrenda en 336, seguramente envenenado, cuando se dirigía a la ceremonia eclesiástica en que iba a ser readmitido en el seno de la Iglesia. Atanasio, que recuperó el obispado de Alejandría tras la muerte de Constantino y de su hijo Constancio II (a quien Atanasio describió como el antecesor del Anticristo), extendió la doctrina trinitaria ortodoxa al Espíritu Santo (que también sería homooúsios con el Padre y el Hijo) y logró que se aprobara en el Concilio de Constantinopla de 381, lo que quedó expresado en el nuevo símbolo niceno-constantinopolitano.

### Inicios del monacato (en Oriente)
En la segunda mitad del siglo III algunos cristianos decidieron retirarse al desierto, que siempre había figurado en el imaginario colectivo como un lugar de purificación. En un momento en que no se podía alcanzar el martirio porque las persecuciones habían cesado, era una forma de estar «muertos para el mundo» («el mártir "rojo" es sustituido por el mártir "blanco"», ha señalado Catherine Salles). Se llamaban anacoretas (del griego anakhoréo, 'retirarse') o eremitas (de éremos, 'desierto') o ascetas (de áskesis, 'entrenamiento') o monjes (de monakhós, 'solitario'). Se retiraban a un lugar apartado, tras haber abandonado su casa, su familia y sus actividades, para vivir en la pobreza y el celibato, entregados a la penitencia y a la oración. Lo hacían individualmente, aislados unos de otros.

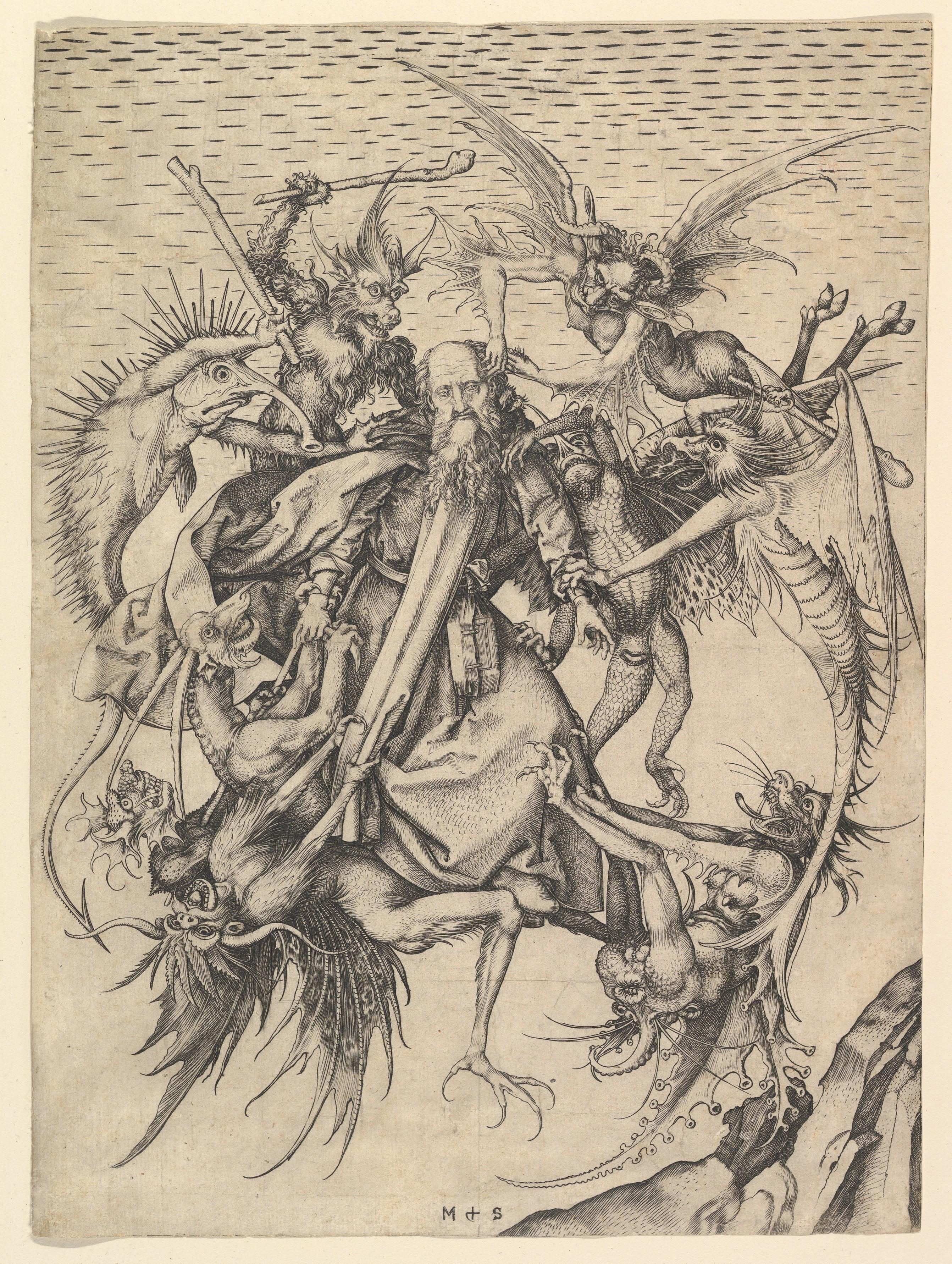
La tentación de San Antonio (c. 1475) de Martin Schongauer (1448-1491).

El primer anacoreta famoso fue Antonio (251-356), nacido en el seno de una rica familia de Egipto. Tras escuchar hacia 269 un sermón que hablaba del pasaje del Evangelio en que se aconseja desprenderse de las riquezas y entregarlas a los pobres («Vete, vende todo lo que tienes, dáselo a los pobres y sígueme») decidió retirarse primero a un cementerio y luego al desierto de Tebaida (instalándose en un sepulcro). La fama de santidad de Antonio atrajo a muchos admiradores por lo que acabó fundando una comunidad en el monte Colzim. Atanasio de Alejandría escribió Vida de Antonio, una obra muy leída en la que relató su lucha contra los demonios que le tentaban o le atacaban (un tema reiteradamente representado en la iconografía cristiana posterior). Así describió Atanasio uno de los ataques de los demonios:

El diablo se transformó en formas malignas. Por la noche hizo tal ruido, que todo el lugar parecía temblar. Los diablos rompieron las cuatro paredes del sepulcro; se colaron a través de los muros, transformándose en bestias y en serpientes. El sepulcro se llenó de imágenes de leones, de osos, de leopardos, de serpientes, de toros, de áspides, de escorpiones y de lobos. Cada fiera se comportaba según su carácter. [...] Todas las fieras gritaban con ira, cada una con su ruido. [...] Antonio gemía a causa de los dolores del cuerpo, pero su mente permanecía despierta.

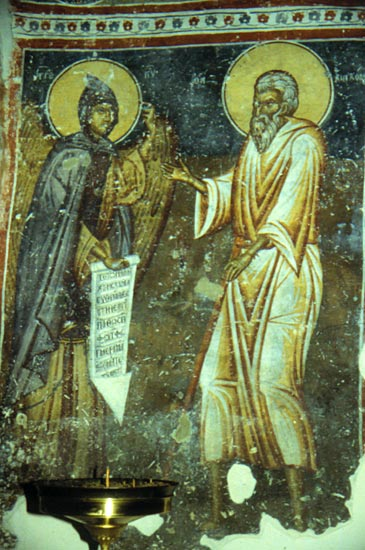
Un ángel entrega la Regla a Pacomio, fresco del en un monasterio bizantino de Doldeni (Macedonia del Norte).

A principios del siglo IV algunos anacoretas decidieron agruparse en cenobios (del griego koinóbion, de koinós bíos, 'vida en común). El primero fue fundado por Pacomio (292-346) en Tabennisi, una isla del Nilo en el Alto Egipto. Para regular la vida en común, intentando combinar el trabajo manual con la oración, Pacomio escribió (en copto, su lengua) una regla que sería seguida por otras comunidades de anacoretas, por lo que se le considera el fundador del movimiento cenobítico. Su regla fue el primer reglamento del monacato cristiano y el precedente de las reglas de Basilio de Cesarea en Oriente y de Benito de Nursia en Occidente. A Pacomio lo llamaban en los cenobios que fundó abba ('padre'), de donde deriva la palaba «abad» con la que se designará al superior de un monasterio. A finales del siglo IV los cenobios egipcios que seguían la regla de Pacomio albergaban a unos siete mil monjes.
Desde Egipto el monacato se extendió con relativa rapidez por Palestina, con Hilarión de Gaza, y por Asia Menor, con Eustacio de Sebaste, aunque en Siria se desarrolló de forma independiente. En cambio en Occidente el monacato continuó siendo prácticamente inexistente.

### Los primeros templos y las primeras imágenes
Todavía a principios del siglo III Clemente de Alejandría destacaba la peculiaridad de los cristianos de que no necesitaban templos para venerar a su Dios. Ellos mismos eran el templo de Cristo, lo que, por otro lado, desconcertaba a griegos y romanos: «Nosotros somos templo de Dios vivo», había escrito Pablo en la segunda epístola a los corintios (2Cor 6:16); «El Dios que hizo el mundo y todo lo que contiene, él que es Señor del cielo y de la tierra, no habita en templos construidos por hombres, ni lo sirven manos humanas...», dijo también Pablo en Atenas, según relatan los Hechos de los Apóstoles (Hch 17: 24-25). Clemente de Alejandría escribió:

¿No es cierto que nosotros no encerramos en templos hechos por manos al que contiene todo? Pues ¿qué obra de albañiles, de canteros, de arte servil podrá ser santa? [...] Llamo iglesia no al recinto, sino a la congregación de los elegidos. Mejor es este templo para aposentar la grandeza de la dignidad de Dios.

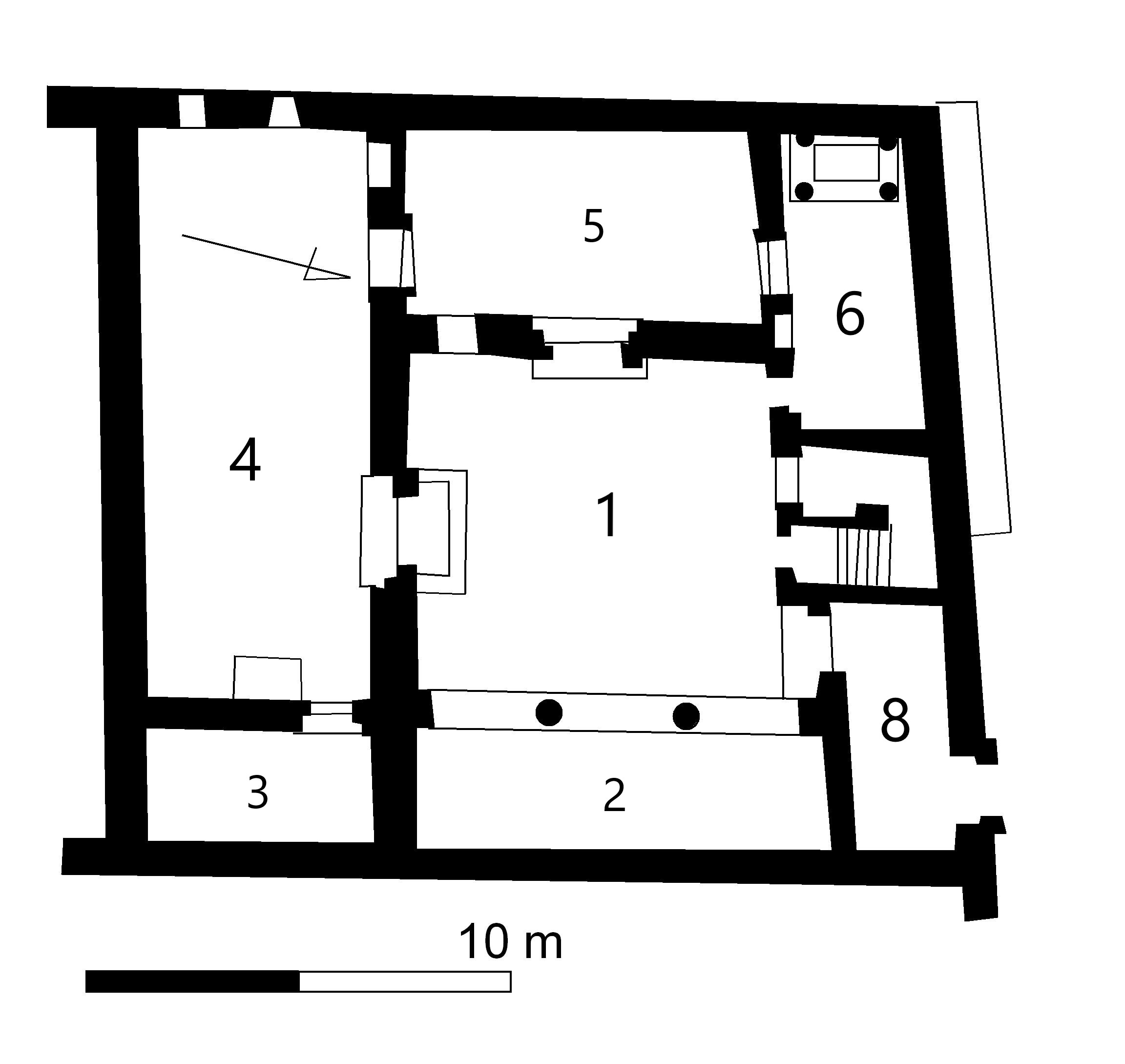
Plano de la domus Ecclesiae de Dura-Europos: 1. Patio; 2. Pórtico; 3. Estancia; 4. Sala de reunión; 5. Estancia; 6. Baptisterio; 8. Vestíbulo.

En los dos primeros siglos los cristianos celebraban sus reuniones y liturgias en casas particulares. Los primeros testimonios fidedignos sobre edificios específicos para realizarlas son de principios del siglo III y el primer resto arqueológico de un templo cristiano, en realidad una casa adaptada a las necesidades del culto (domus ecclesiae), es la llamada iglesia de Dura-Europos, a orillas del Éufrates (el yacimiento, que data de la primera mitad del siglo, fue excavado y estudiado por arqueólogos franceses y estadounidenses después de la I Guerra Mundial).
En cuanto a las imágenes durante los dos primeros siglos los cristianos rechazaron su uso basándose tanto en lo que decía el Nuevo Testamento como el Antiguo. En el Evangelio de Juan podían leer que Jesús había dicho: «Se acerca la hora o, mejor dicho, ha llegado ya, en la que los verdaderos adoradores darán culto al Padre en espíritu y verdad, porque el Padre busca a personas que lo adoren así. Dios es espíritu y los que le adoran conviene que le den culto en espíritu y verdad» (Jn 4:23). Mucho más contundente era el Antiguo Testamento que en varios pasajes prohibía expresamente fabricar imágenes, con la finalidad de prevenir la idolatría. Por ejemplo, en el Deuteronomio se decía:

Tened mucho cuidado: el día en que Yahvé os habló en el Horeb desde el fuego no visteis ninguna figura. Nos os corrompáis fabricándoos escultura, figura de algún ídolo, imágenes masculinas o femeninas, imagen de algún animal de la tierra, imagen de cualquier ave que vuela por el cielo, figura de algún ser que se arrastra por el suelo, imagen de cualquier pez que vive en las aguas debajo de la tierra. Al alzar tus ojos al cielo y ver el sol, la luna, las estrellas y todo el cortejo celeste, no te dejes arrastrar hasta prosternarte ante ellos y darles culto porque el Señor su Dios creó los astros para todos los pueblos del mundo. (Dt 4:15-19)

A este pasaje del Antiguo Testamento se refirió Clemente de Alejandría cuando escribió:

Moisés muchos siglos antes legisló que no se hiciese imagen ninguna ni grabada, ni fundida, ni modelada o esculpida, ni pintada, para que no atendamos a las cosas sensibles sino que busquemos lo que se percibe por la inteligencia. Porque la costumbre del uso frecuente de la vista hace despreciar la majestad de la divinidad; y venerar la esencia inteligible por medio de la materia es deshonrarla por el sentido.

Sin embargo, a partir siglo III las comunidades cristianas comenzaron a utilizar imágenes, a pesar de las críticas, como la del obispo Eusebio de Cesarea, y de las prohibiciones (como la del Concilio de Elvira, celebrado alrededor del año 300, cuyo canon 36 prohibía que se pintara en las paredes lo que se venera y adora). En el siglo siguiente ya fueron admitidas como algo normal (Epifanio de Salamina fue uno de los pocos autores cristianos que siguieron oponiéndose). El historiador Manuel Sotomayor señala como factor fundamental que explicaría la aceptación final de la imagen por los cristianos «la realidad omnipresente de la imagen» en la sociedad romana, al que habría que añadir «la progresiva lejanía de los momentos fundacionales, juntamente con el crecimiento del número de fieles, la necesidad humana de lo palpable y sensible, la presión ejercida por las costumbres icónicas de las otras religiones en pleno vigor todavía. A posteriori se añadirá también la función instructora y pastoral de las representaciones plásticas».
Las pinturas de las catacumbas

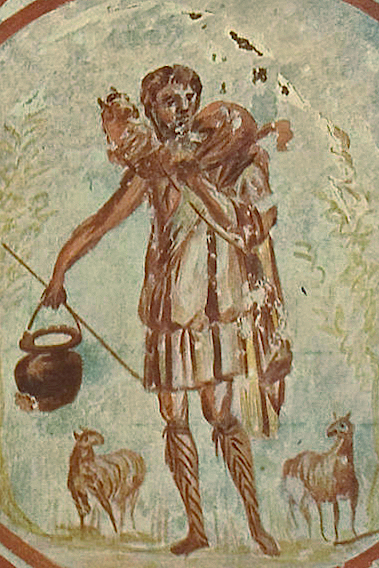
Fresco del en las Catacumbas de San Calixto, que representa a Cristo como Buen Pastor, un tema iconográfico tomado del crióforo.

Las primeras pinturas cristianas que se han conservado son las que decoran las catacumbas (que eran cementerios subterráneos, no lugares donde se escondían los cristianos para escapar de las persecuciones), especialmente las excavadas en los alrededores de Roma. El estilo de las pinturas era el mismo que el del arte romano de la época y se recurrió también a su repertorio iconográfico dándole un nuevo significado. Es el caso del crióforo (el pastor que lleva la oveja o el carnero sobre sus hombros), convertido en el Buen Pastor; el de la figura, frecuentemente femenina, con los brazos alzados, símbolo de la pietas, convertida en el orante; o el Endimión en reposo utilizado para representar al Jonás que reposa bajo la cucurbitácea.
Representan escenas del Antiguo Testamento y del Nuevo Testamento pero, como ha destacado Manuel Sotomayor, no son «meras ilustraciones gráficas de lo narrado en las Escrituras» sino «verdaderos emblemas creados, podríamos decir "manipulados", para convertirlos en un medio de expresión simbólico, un auténtico recordatorio de una idea o una serie de ideas o sentimientos... [que] solamente quien está en antecedentes puede entender lo que significan». Sotomayor pone el ejemplo de la escena de la curación del paralítico en Cafarnaún que se suele representar con un personaje con un gran lecho a cuestas. Sólo el que conozca los pasajes evangélicos de Mt 9:1-8, o Mr 2:1.12 o Lc 5:17-26 podrá interpretarlo correctamente al recordar la frase de Jesús: «levántate, toma tu camilla y vete a tu casa».
Los sarcófagos

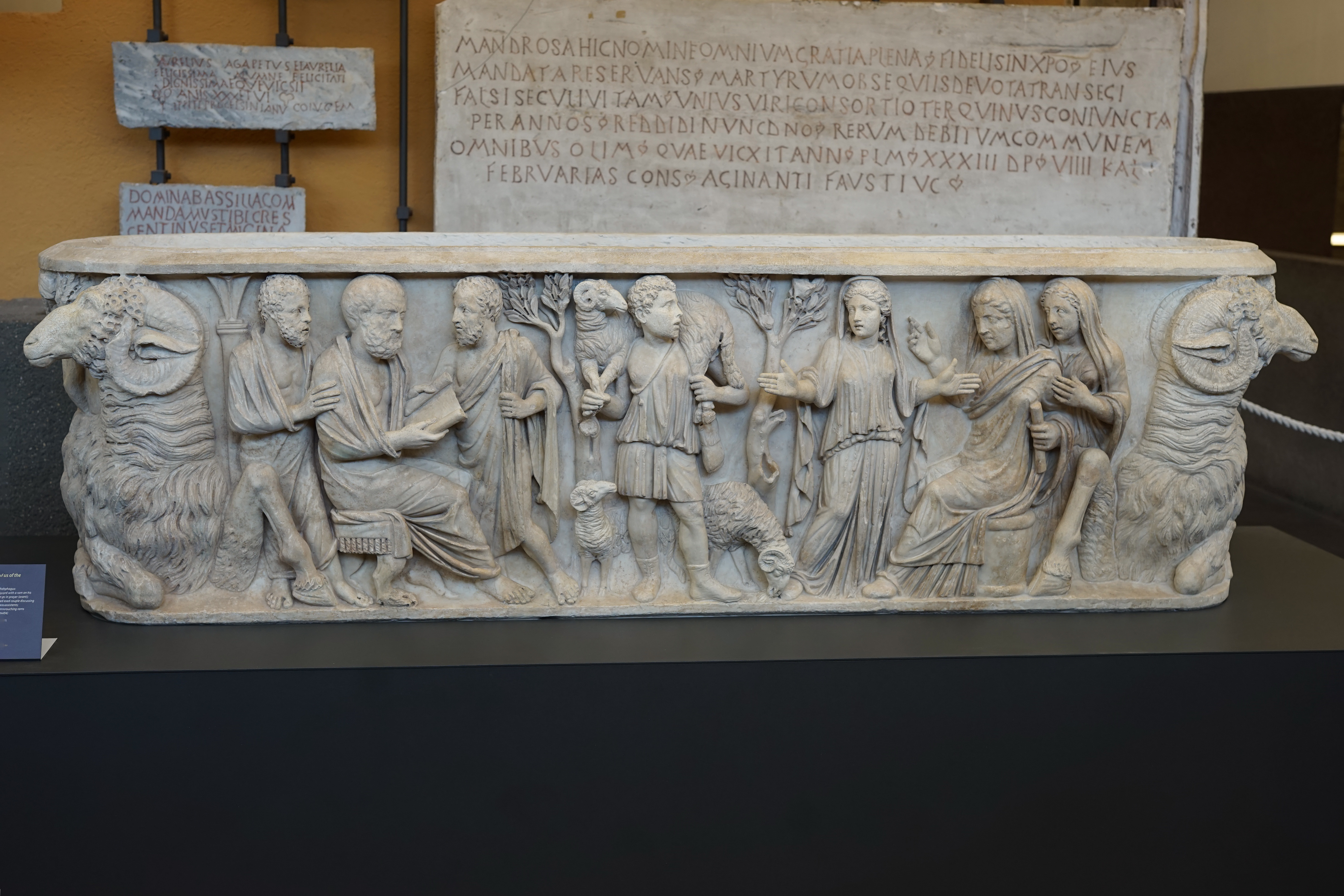
Sarcófago, quizás cristiano, de la Via Salaria (segunda mitad del). Aparece el tema del filósofo, acompañado de las figuras del pastor (crióforo) y de la Pietas.

Junto con las pinturas de las catacumbas los relieves de los sarcófagos son el otro medio utilizado por los cristianos para plasmar imágenes. Los más antiguos utilizan la misma iconografía que la de los sarcófagos «paganos» por lo que resulta muy difícil distinguirlos —teniendo además presente que fueron esculpidos por los mismos talleres—. De la segunda mitad del siglo III datan los que presentan ya algún rasgo cristiano, como el sarcófago de la Iglesia de Santa María Antigua, en el Foro de Roma, que a la escena del filósofo junto a la figura del Buen Pastor y del Orante se añaden dos escenas bíblicas: el ciclo de Jonás y el bautismo de Jesús. Pero habrá que esperar al siglo IV, tras la conversión de Constantino, para que predominen los sarcófagos con imágenes de significado claramente cristiano.

## Escritores y textos
Línea de tiempo con los principales escritores y textos de los primeros cristianos, junto a las principales persecuciones y el primer concilio de Nicea:

## Memoria histórica
Durante el Renacimiento se valoró el cristianismo primitivo como una época en que se habrían realizado plenamente los ideales evangélicos, por oposición a la «corrupta» Iglesia católica medieval, cuyos orígenes se remontaban a la época del emperador Constantino el Grande. Esta contraposición entre la «Iglesia primitiva» y la «Iglesia constantiniana» estuvo en la base de la Reforma defendida por Lutero y cuyo rechazo por la jerarquía católica provocó la ruptura de la Cristiandad occidental. Algunos humanistas que siguieron fieles a la Iglesia católica también pusieron como modelo al cristianismo primitivo. Entre ellos destacó el valenciano Juan Luis Vives que tuvo que exiliarse a Brujas para escapar de la Inquisición:

Cuando todavía conservaba su original hervor la Sangre de Cristo y ni mella ni resquebrajadura habían mordido la sólida firmeza de la fe de los cristianos y, consecuentemente, la religión se mantenía incorrupta y pura... no había peligro que cristiano alguno, intimidado por el terror, o ablandado por el regalo, o seducido por alguna esperanza, tambalease en la entereza de sus convicciones. [...] No caía en el suelo gota alguna de sangre de mártir que no pareciese que de ella surgían a cientos los cristianos. [...] [Con Constantino] cesó la edad heroica del martirio, que era la amoladura de la fe, el atizadero de la caridad, el fundamento y el nervio de toda religión. Aquella seguridad engendró el descuido y el olvido de las virtudes más recias y aquella paz contaminó a los soldados ociosos con la desidia y la flojera.[...]
Entró el príncipe en la Iglesia no como un verdadero y sincero cristiano, cosa que fuera venturosa y deseable, sino que introdujo consigo la nobleza, los honores, las armas, las insignias, los triunfos, la arrogancia y el sobrecejo, el fausto, la soberbia. Quiero con ello decir que el príncipe entró en la morada de Cristo, acompañado del diablo, y vecindad imposible, quiso unir los dos moradores o las dos ciudades: la de Dios y la del demonio... Enfriose poco a poco el viejo hervor, titubeó la fe, degeneró la piedad toda, de cuya sombra y fantasma nos valemos y aun, ojalá, como dice aquél, los retuviéramos largo tiempo.

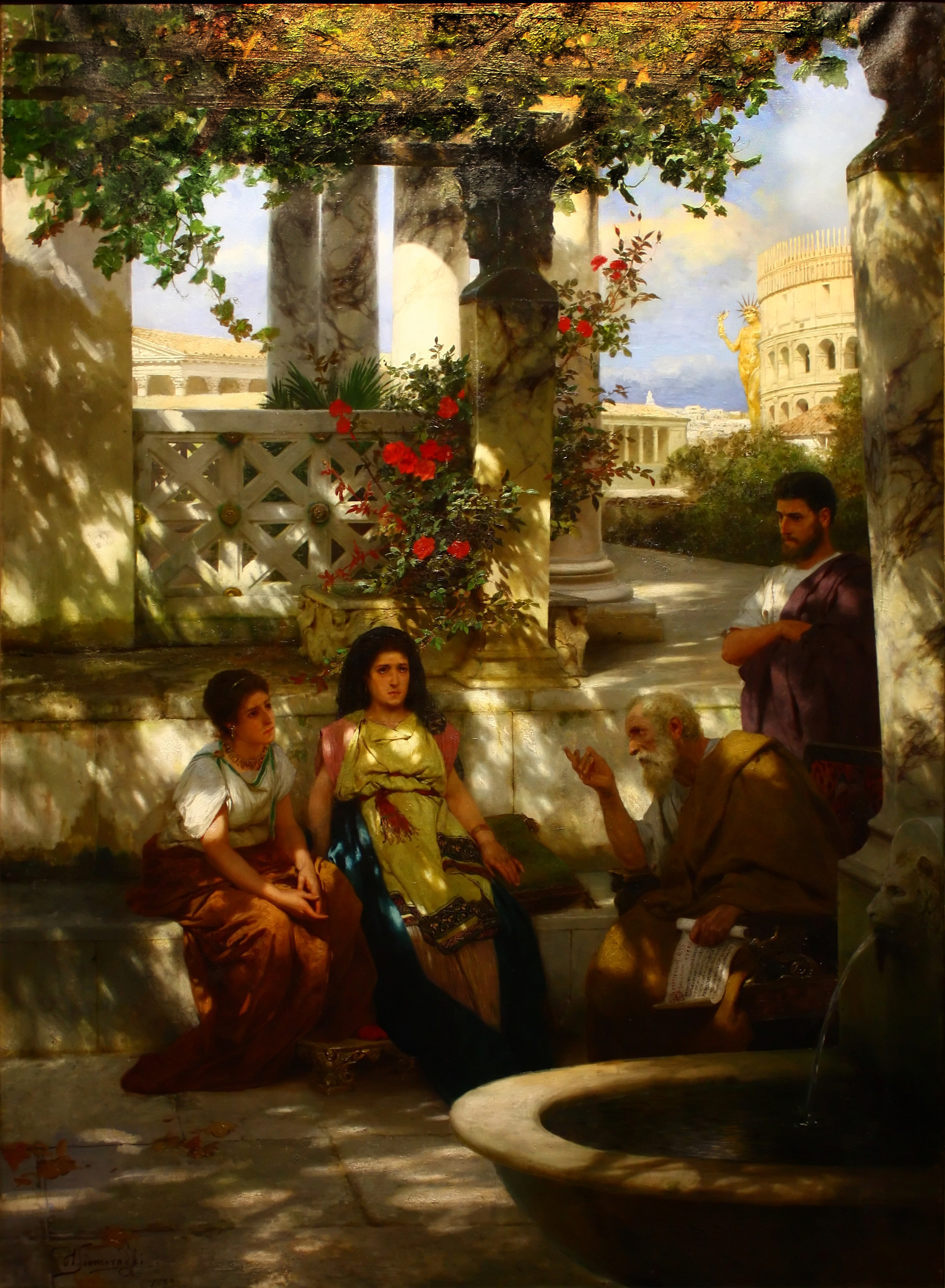
Las futuras víctimas del Coliseo (1899) del polaco Henryk Siemiradzki. El cuadro reproduce la visión idealizada de los mártires cristianos, en la misma línea de la novela Quo Vadis, escrita por su compatriota Henryk Sienkiewicz tres años antes.

Durante el siglo XIX se difundió, especialmente en el mundo católico, una visión idealizada de los tres primeros siglos del cristianismo, durante los cuales los cristianos habrían vivido de acuerdo con los ideales evangélicos en medio de un ambiente hostil de desprecio y de persecuciones que habría llevado a muchos de ellos al martirio, de ahí el término de «era de los mártires» con que también fueron conocidos esos siglos. Según esta visión la situación habría cambiado con la concesión de privilegios a la Iglesia a partir del emperador Constantino hasta convertirse bajo Teodosio en la religión oficial del Imperio romano, lo que la habría corrompido y mundanizado, alejándola de los valores del cristianismo primitivo. Esta visión romántica de la «Iglesia de los mártires» fue iniciada por el católico conservador Chateaubriand en su famoso ensayo El genio del cristianismo (1802) y desarrollada en novelas como Fabiola, escrita en 1854 por el cardenal católico estadounidense Nicholas Wiseman; Ben-Hur, escrita por el militar estadounidense Lewis Wallace en 1880; y Quo Vadis, escrita por el católico nacionalista polaco Henryk Sienkiewicz en 1896. Todas ellas serían llevadas al cine en el siglo siguiente, lo que les proporcionó una enorme difusión.